# Langzeitbelichtung

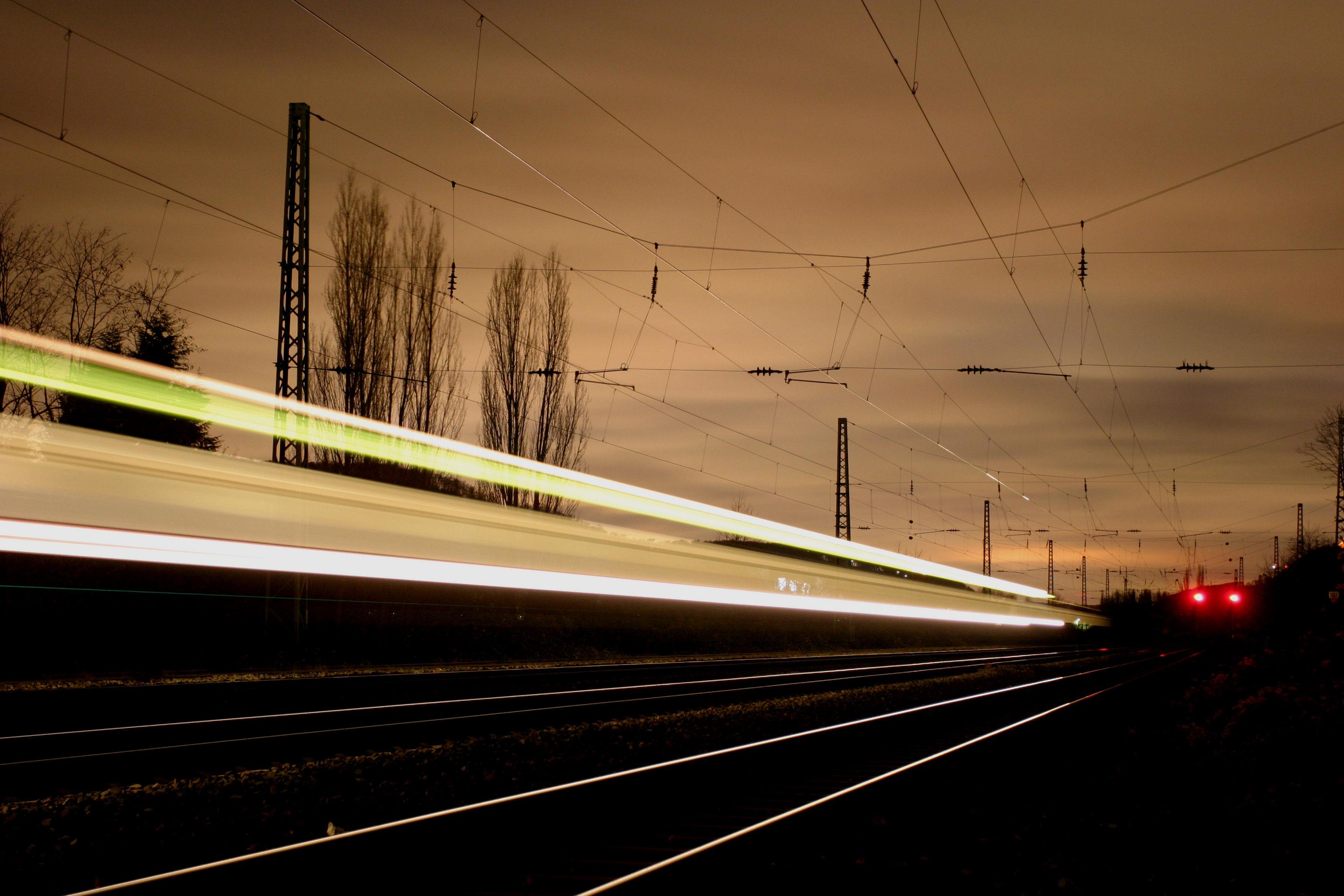
Langzeitbelichtung eines Zuges (25 Sekunden)

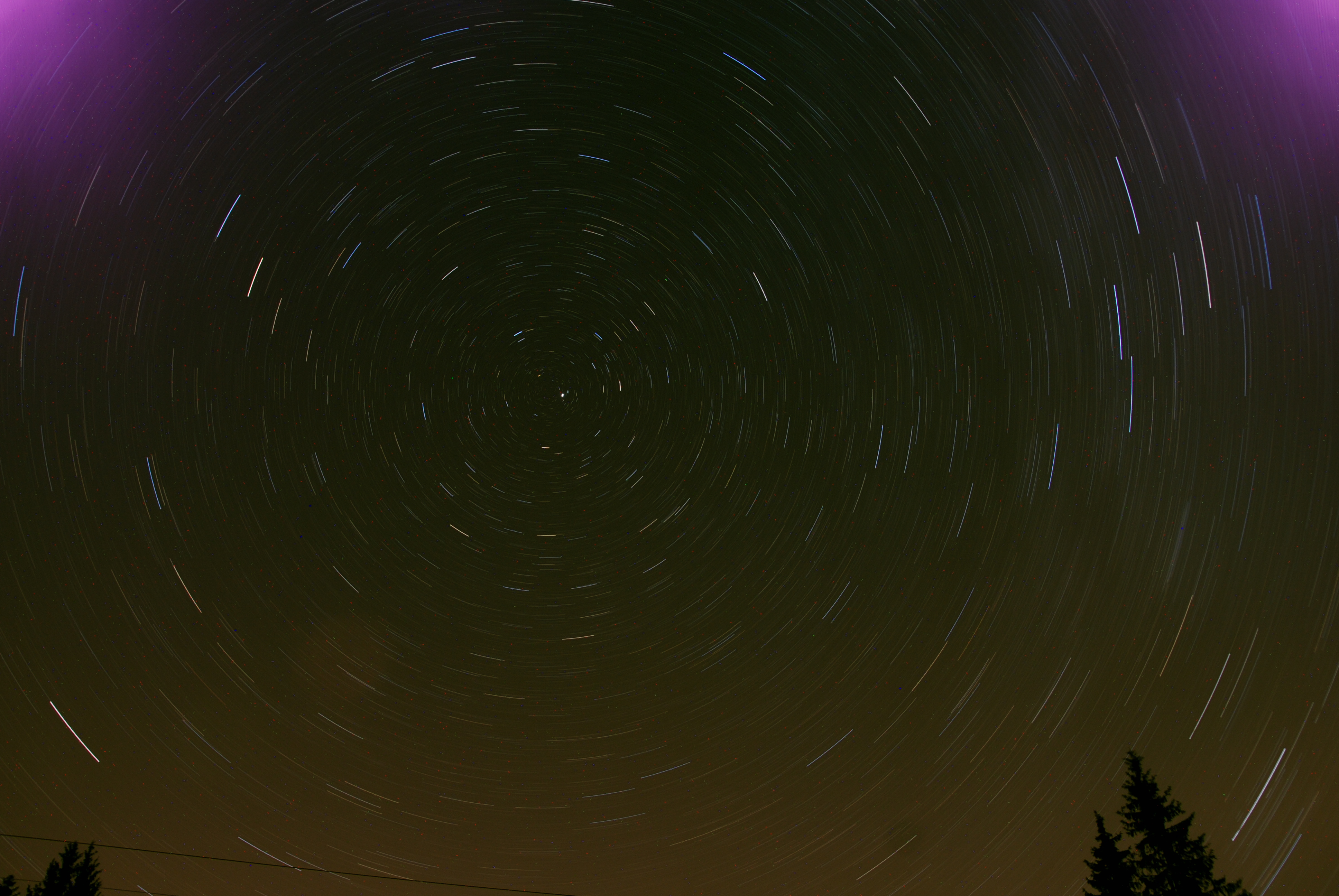
Wegen der Erdrotation scheint sich der Himmel um den Polarstern zu drehen (30 Minuten).

Langzeitbelichtung ist eine Methode in der Fotografie, die eine längere Belichtungszeit als bei der konventionellen Fotografie bezeichnet.
Langzeitbelichtungen werden beim Fotografieren mit Kamera bei schwachen Lichtquellen eingesetzt oder um Bewegungsabläufe zu zeigen.
Es gibt sie aber auch bei kameraloser Fotografie, zum Beispiel bei Photogrammen, Lumenprint, Cyanotypie und Anthotypie und verschiedenen anderen historischen Methoden.
Langzeitbelichtungen können verschiedene Effekte zeigen wie z. B. Lichtstreifen, weiches Wasser oder Sonnenbahnen. Langzeitbelichtungen erfordern oft besondere Hilfsmittel wie beispielsweise ein Stativ, einen Neutraldichtefilter oder eine Lochkamera. Sie werden aber auch bei speziellen Techniken wie Mitzieheffekten oder ICM (Intentional Camera Movement, absichtliche Kamerabewegung) eingesetzt.

## Geschichte
In den Anfängen der Fotografie war die Langzeitbelichtung kein reines Gestaltungsmittel, sondern eine Notwendigkeit. Gründe dafür waren die geringe Empfindlichkeit des Fotomaterials und die geringe Lichtstärke der verwendeten Objektive. Tagesaufnahmen belebter Straßen zeigen daher oft keine oder nur schemenhaft verwischte Personen, für Porträtaufnahmen waren Hilfsmittel wie Nackenstützen notwendig.

## Langzeitbelichtung mit Kamera
Beispiele sind Available-Light-Fotografie, Nachtaufnahmen, Solargraphie und kreative Techniken.
- Available-Light-Fotografie und Nachtaufnahmen sind nicht auf Langzeitbelichtungen beschränkt. Die Ausnutzung des verfügbaren Lichts im Zusammenhang mit kürzeren Belichtungszeiten ist ebenso durch hochempfindliche Filme oder Bildsensoren und lichtstarke Objektive möglich.

Zur Bildgestaltung kann ein Stativ verwendet werden, aber es ist auch möglich, die Kamera frei zu bewegen, um bestimmte Effekte zu erzielen.
- In der Nachtfotografie werden nicht immer Langzeitbelichtungen eingesetzt, das Anwendungsgebiet ist universeller.
- Solargraphie beruht auf sehr langer Belichtungszeit. Sie ist so lang, dass kein Entwickeln oder Fixieren des Films oder Papierbildes möglich ist, für diesen Prozess wird normalerweise eine Lochkamera verwendet.
- Manche kreative Techniken wie Lichtmalerei oder Intentional Camera Movement bedienen sich der Langzeitbelichtung.

### Zeiten im Sekunden- und Minutenbereich

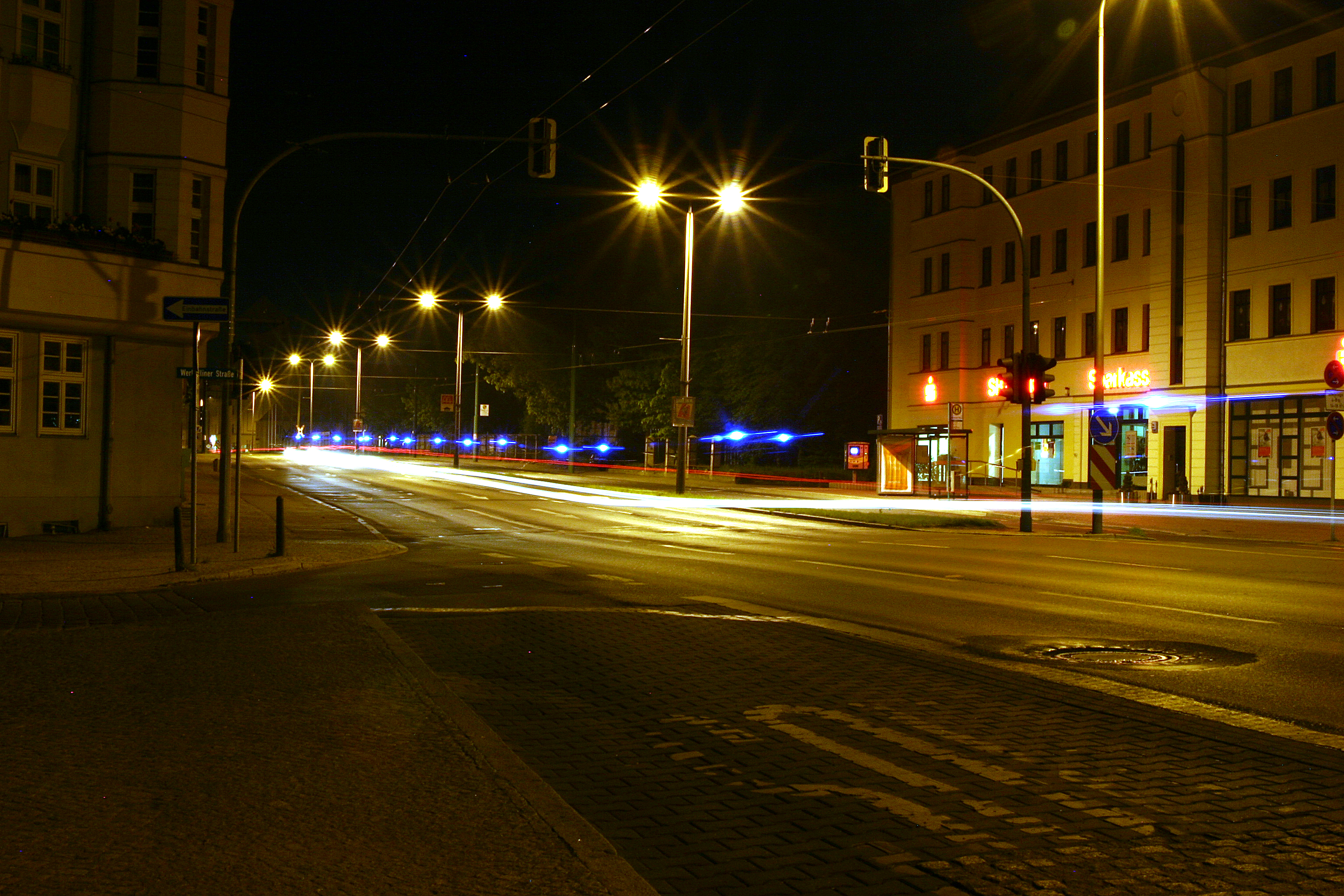
Blende 22/30 Sek.

Langzeitbelichtungen zeigen einen Ausschnitt der Zeit, wie sie in bewegten Motiven nicht wahrgenommen werden können. Im Gegensatz zu Fotografien mit kurzer Belichtungszeit halten sie nicht einen kurzen Augenblick fest, sondern sie bilden das Motiv in einem längeren Zeitraum ab. Bewegungen erscheinen dabei verwischt. Dieser Effekt tritt je nach Bewegungsgeschwindigkeit bereits bei vergleichsweise kurzen Belichtungszeiten von weniger als einer Sekunde auf.

### Bewegungsunschärfe
Durch die lange Belichtungszeit ergibt sich bei bewegten Objekten eine entsprechende Bewegungsunschärfe, die als gestalterisches Mittel genutzt werden kann (siehe Light Painting). Bewegte Objekte oder Personen verschwimmen und können sogar völlig „verschwinden“, was bei z. B. Architekturaufnahmen genutzt werden kann. Im Dunkeln hinterlassen helle Objekte (z. B. Scheinwerfer von Fahrzeugen) Lichtstreifen. Langzeitaufnahmen eines Nachthimmels (ohne Beeinflussung störender Lichtquellen wie beispielsweise Straßenbeleuchtungen) lassen die Sterne durch die Erddrehung wie Striche bzw. Kreissegmente aussehen.
Ausgenutzt wird der Bewegungseffekt beispielsweise auch bei Motiven mit fließendem Wasser oder Wolkenbewegung, um diese weich und verschwommen darzustellen. Bei derartigen Situationen wird typischerweise ein Neutraldichtefilter eingesetzt, um ausreichend lange Belichtungszeiten zu ermöglichen.

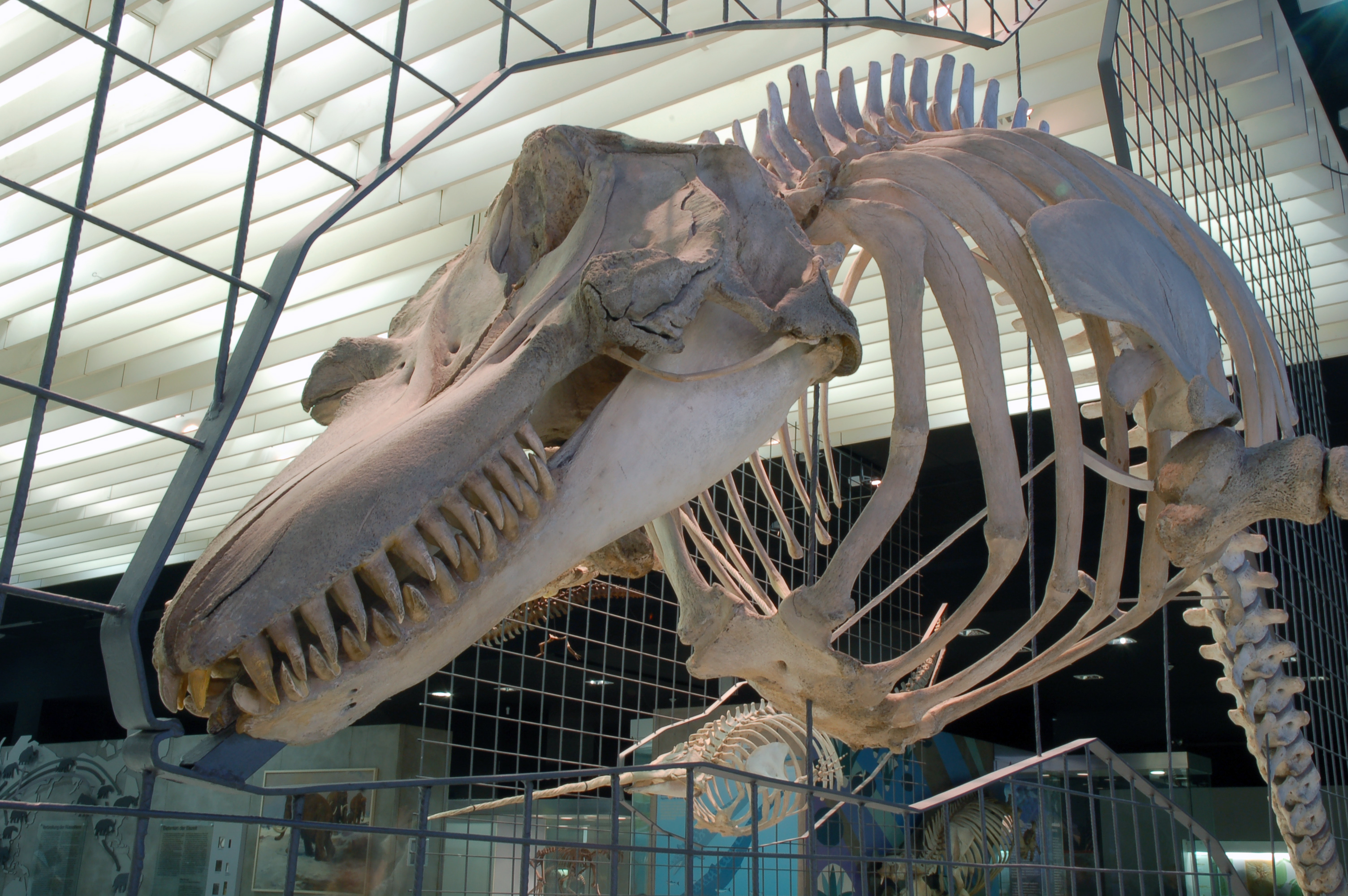
Blende 22/15 Sek.

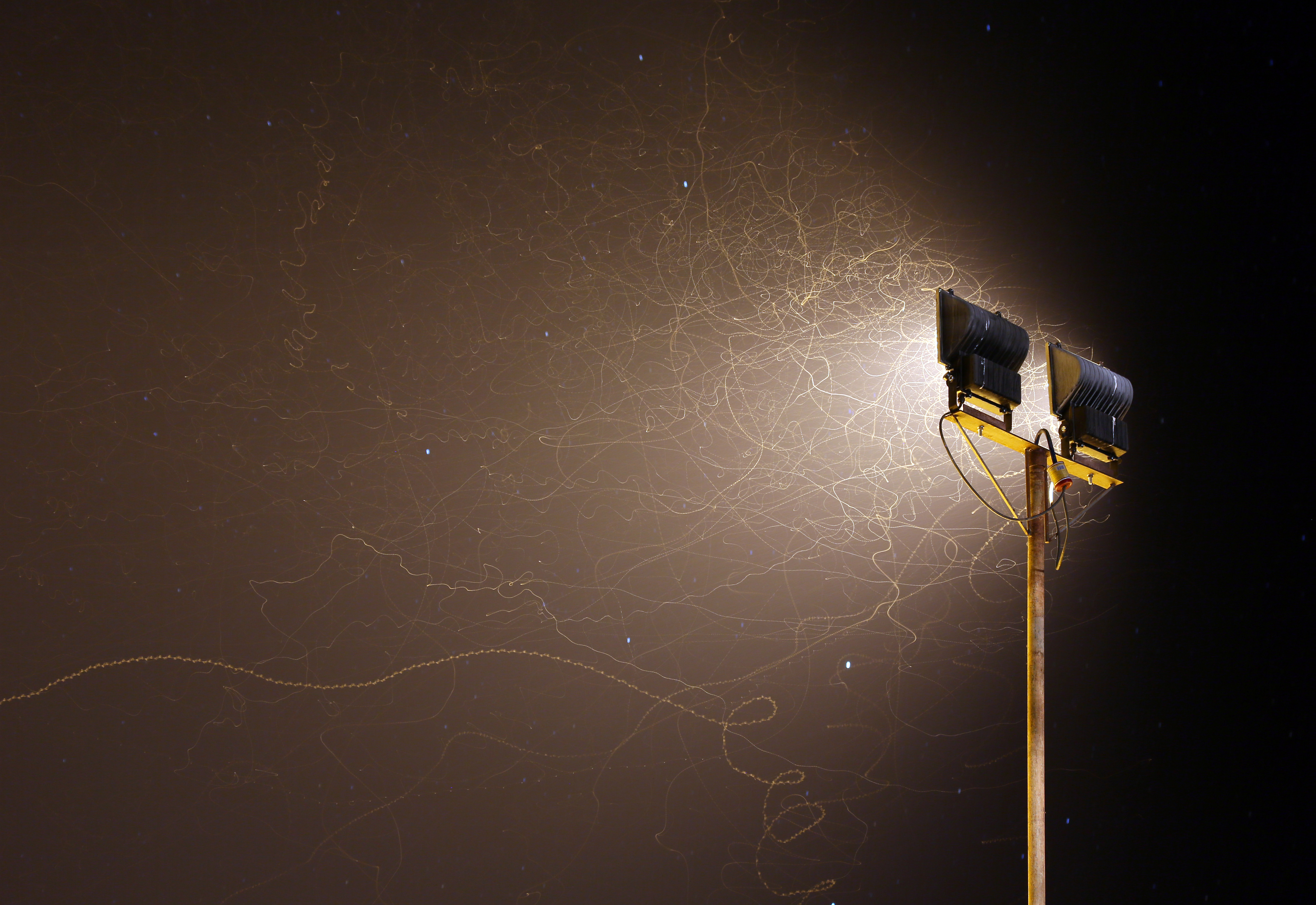
Insektenflugspuren: 30 Sek.

Langzeitbelichtungen liegen vielfach im Bereich von einigen Sekunden bis hin zu mehreren Minuten.
Eine korrekte Belichtung bei langen Verschlusszeiten kann durch verschiedene Mittel erreicht werden
- kleinere Blende, z. B. auf Blende 16 oder kleiner
- Verwendung eines Films mit geringer Lichtempfindlichkeit oder einer niedrigen ISO-Einstellung, z. B. ISO 50/18°
- Neutraldichtefilter
- Verringerung des Umgebungslichts, Dämmerung, blaue Stunde oder Nacht.

Bei einigen Motiven und Motiveffekten, etwa bei Lichtpendelaufnahmen oder Experimenten im Rahmen einer Lomographie, kann auf verschiedene Mittel verzichtet werden. Entscheidend für die Wahl der Mittel ist jeweils die korrekte Belichtung.
Soll nur ein sich bewegendes Objekt, nicht aber der Hintergrund verwackelt und verschwommen wiedergegeben werden, so muss die Kamera gegen Verwackeln z. B. durch ein Stativ gesichert werden. Bei Verwendung eines Stativs wird oft empfohlen, Bildstabilisierungs-Systeme abzuschalten, da sie sonst durch „Überreaktionen“ wieder zu verwackelten Bildern führen können.
Bei Kameras mit manueller Belichtungseinstellung oder Zeitvorwahl lassen sich lange Belichtungszeiten direkt einstellen. Für längere als die direkt einstellbaren Belichtungszeiten kann diese manuell gesteuert werden. Auf den meisten Kameras ist die Funktion für die individuelle Langzeitbelichtung mit einem B gekennzeichnet, das in Deutschland gelegentlich für Beliebig, in der Regel aber für Bulb (engl. Blasebalg/-Ball) steht. Dies rührt daher, dass ältere Kameras mit einer Art Blasebalg fernausgelöst wurden. Bei den meisten elektronisch gesteuerten Kameras wird die Belichtungszeit jedoch durch andere Faktoren begrenzt, da das Offenhalten des Verschlusses Strom benötigt. Kameras mit mechanischem Verschluss erlauben (nahezu) unbegrenzte Belichtungszeiten. Für Kameras ohne Verschluss, etwa Lochkameras, gilt dies ebenso. Für die erschütterungsfreie Betätigung des Verschlusses ist ein Drahtauslöser, bei moderneren Kameras ein Auslösekabel oder Funkfernauslöser und – so vorhanden – Spiegelvorauslösung hilfreich. Alternativ kann der Selbstauslöser benutzt werden.

### Schwarzschildeffekt
Zu beachten ist, dass bei chemischem Filmmaterial durch den Schwarzschildeffekt längere Belichtungszeiten notwendig sind, als der Belichtungsmesser angibt. Diese Abweichung ist abhängig vom Filmmaterial.
Bei digitalen Kameras entfällt diese Korrektur. Allerdings können vermehrt dauerleuchtende Hotpixel auftreten. Manche Digitalkameras ermöglichen im Anschluss an die Langzeitbelichtung ein Bild bei geschlossenem Verschluss als „Rauschmuster“ auf und nutzen dieses durch Subtraktion vom eigentlichen Bild, um dessen Fehler wie Rauschen oder Störpixel zu reduzieren. Nachteilig an diesem Verfahren ist, dass die Dunkelbelichtung genauso lange aufgenommen wird wie das eigentliche Bild und die Kamera in dieser Zeit nicht einsatzbereit ist.
Neben den Bewegungseffekten fallen auch Belichtungen zum Beispiel innerhalb der Architekturfotografie darunter, da die Priorität bei immobilen Objekten auf niedrigem Rauschen (geringe ISO-Zahl) und ausreichender Schärfe (geeignete Blende) liegen und nicht auf der Belichtungszeit.

## Sehr lange Zeiten mit Kamera
Sehr lange Zeiten erfordern eine sichere Position der Kamera. Sie wird beispielsweise durch ein Stativ ermöglicht. Sehr lange Zeiten liegen im Stundenbereich bis zu mehreren Jahren.

### Architekturaufnahmen
Die ca. zweijährigen Belichtungszeiten vom Potsdamer Platz durch Michael Wesely zeigen einen Horizont durch die neuen Gebäude hindurch, der schon vor der Bebauung des Platzes zu sehen war. Auch die Sonnenbahnen treten als helle Streifen sehr stark in den Vordergrund.
Der Belichtungszeit ist nach oben keine Grenze gesetzt, so hat Michael Wesely extreme Langzeitbelichtungen von bis zu 26 Monaten durchgeführt, um Veränderungen darzustellen.

### Solargrafie
Wenn die Sonnenbahn das Hauptmotiv ist, spricht man von Solargrafie (bzw. Solarografie, Solargraphie u. a.; die Schreibweise ist noch nicht einheitlich). Man sieht nicht nur die Sonnenspuren, sondern auch die Wolkenverdeckungen, sowie die unterschiedliche Höhe der Sonnenbahn an verschiedenen Tagen.
Dabei treten sehr lange Belichtungszeiten von mehreren Tagen bis mehreren Jahren auf. Die Aufnahme erfolgt mit einer Lochkamera auf Film oder Fotopapier, sie wird aber nicht entwickelt oder fixiert, weil die Aufnahme durch die extreme Belichtungszeit total überbelichtet ist für den Entwicklungsprozess. Fixieren ist möglich. aber das Bild wird dabei sehr blass.

## Kameralose Langzeitbelichtung
Langzeitbelichtung bei kameraloser Fotografie wird vor allem bei alternativen Verfahren verwendet. Dazu gehören Fotogrammen, Lumenprint, Cyanotypie und Anthotypie und verschiedene andere historische Methoden.
Fotogramme: Bilder entstehen durch direkte Belichtung von Objekten auf lichtempfindlichem Material, ohne Kamera.
Lumenprints: Fotogramme, die durch Sonnenlicht oder UV-Licht auf Fotopapier erzeugt werden, oft mit experimentellem Charakter
Cyanotypie: Ein historisches Verfahren, bei dem lichtempfindliches Papier mit UV-Licht belichtet wird, um charakteristische blaue Bilder zu erzeugen.
Anthotypie: Eine Methode, bei der Pflanzenextrakte als lichtempfindliches Material verwendet werden, mit Belichtungszeiten von Wochen oder Monaten.

## Beispielbilder

### Nachtaufnahmen

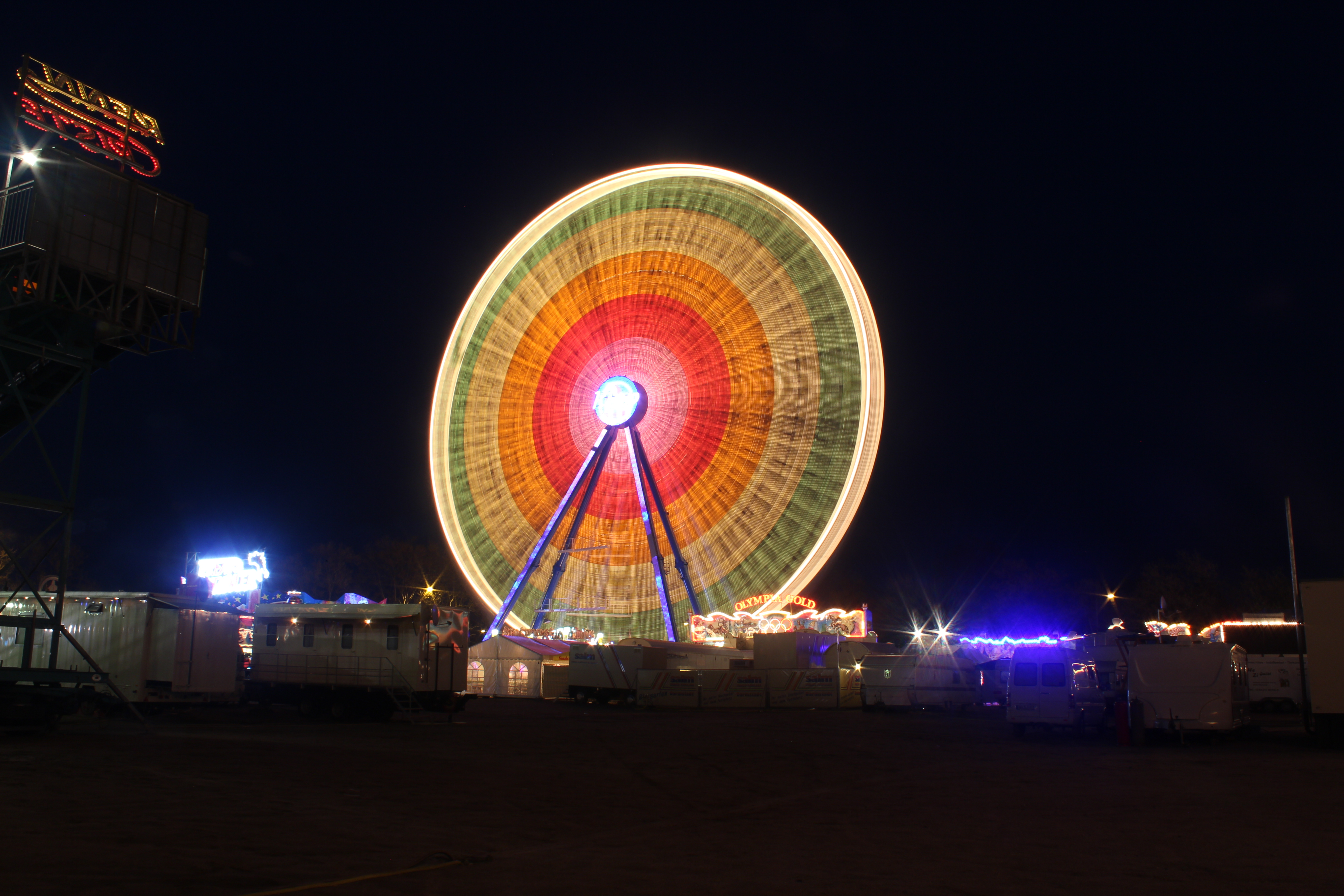
Sich drehendes Riesenrad (10 Sekunden)
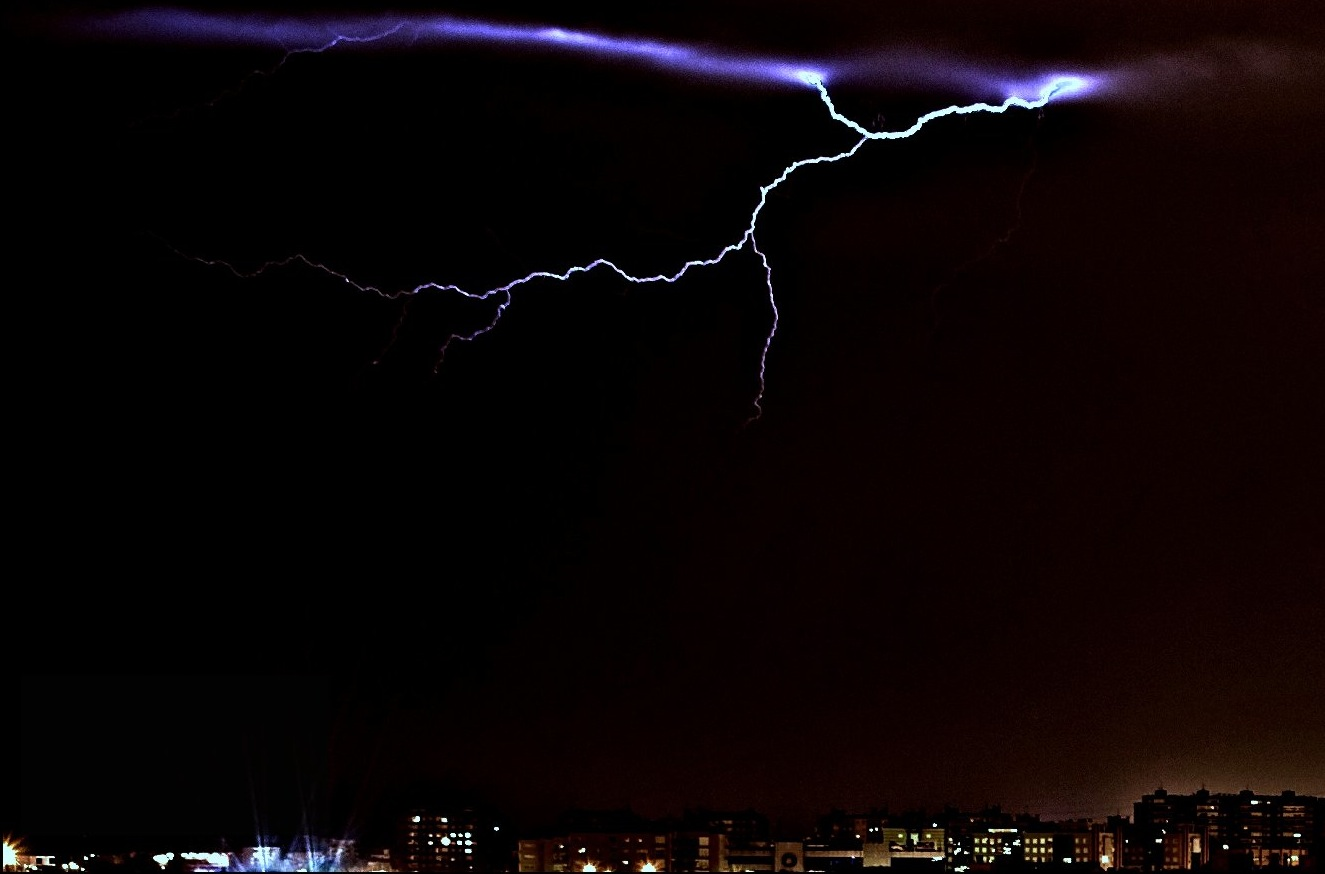
Blitz bei einem Gewitter (15 Sekunden)
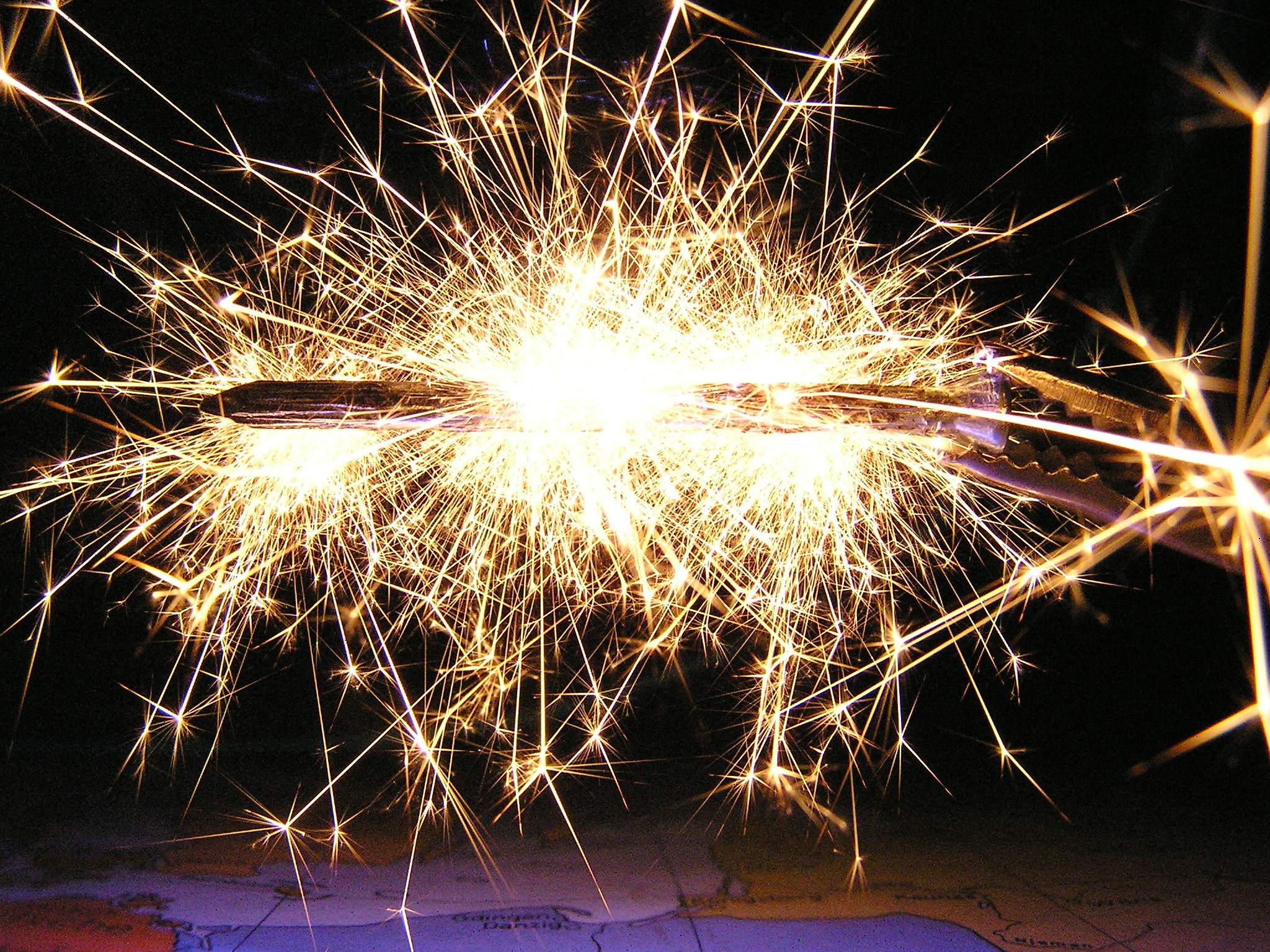
Mehrfacher Kurzschluss (16 Sekunden)
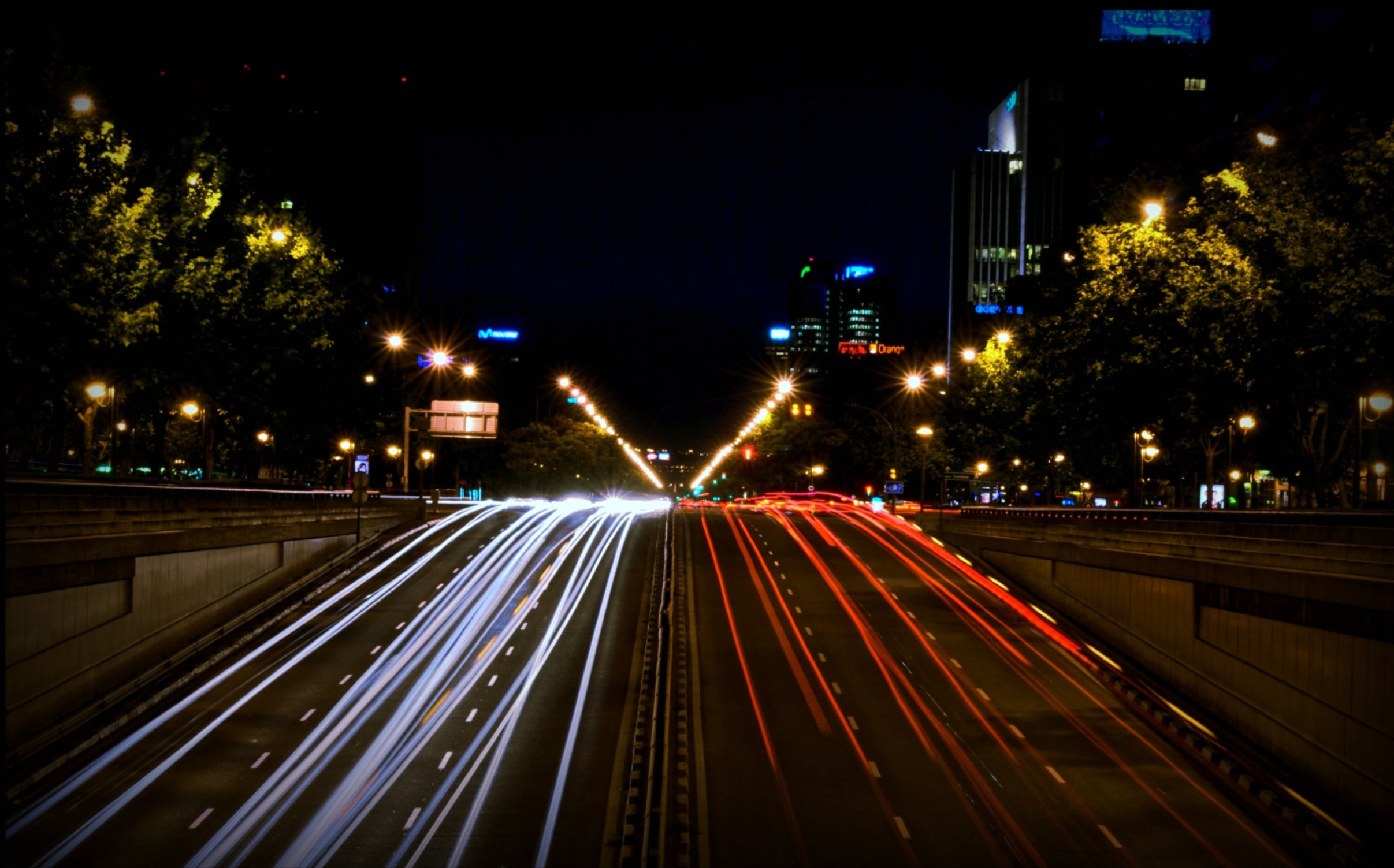
Feierabendverkehr in Madrid (30 Sekunden)
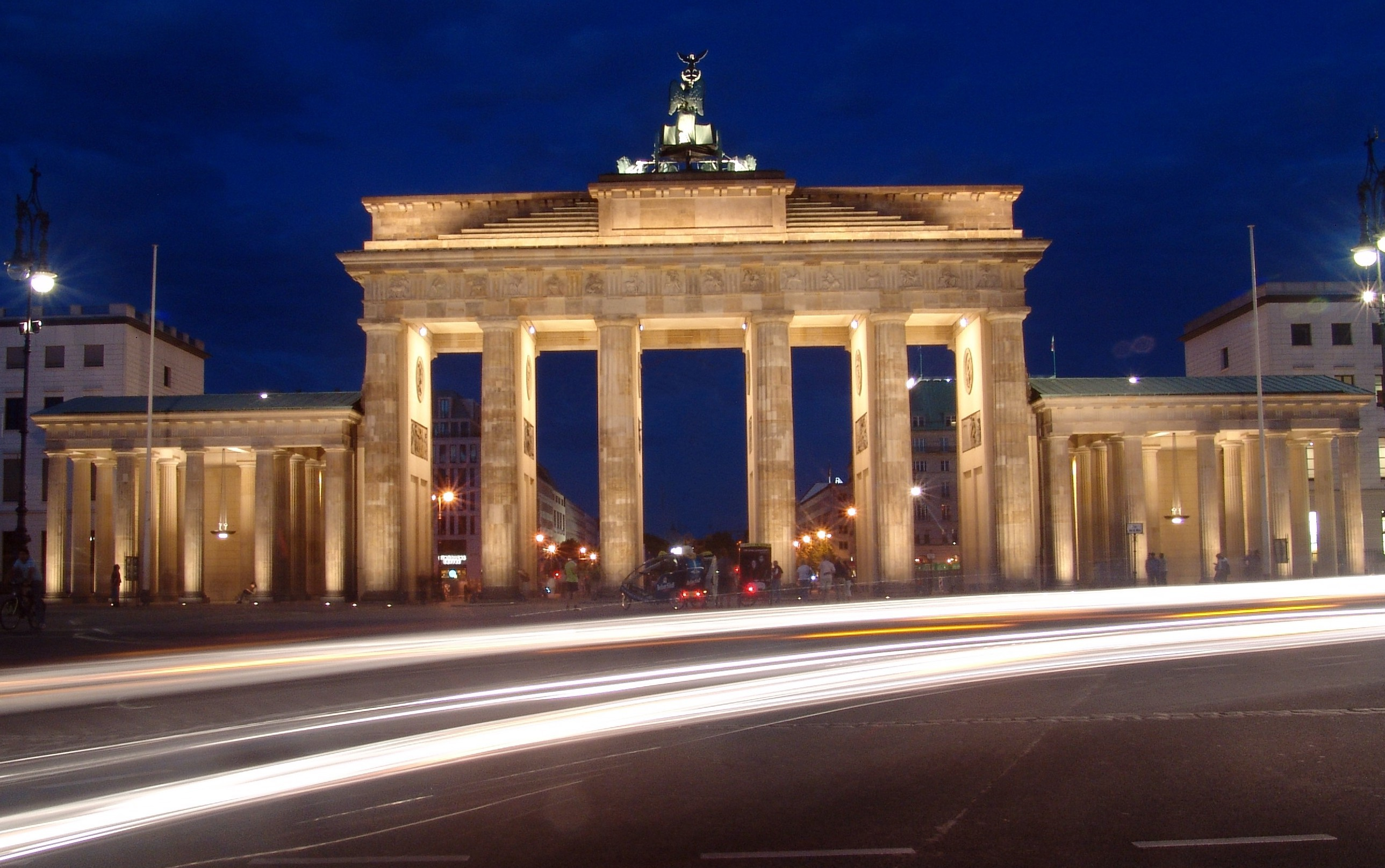
Brandenburger Tor am Abend (8 Sekunden)
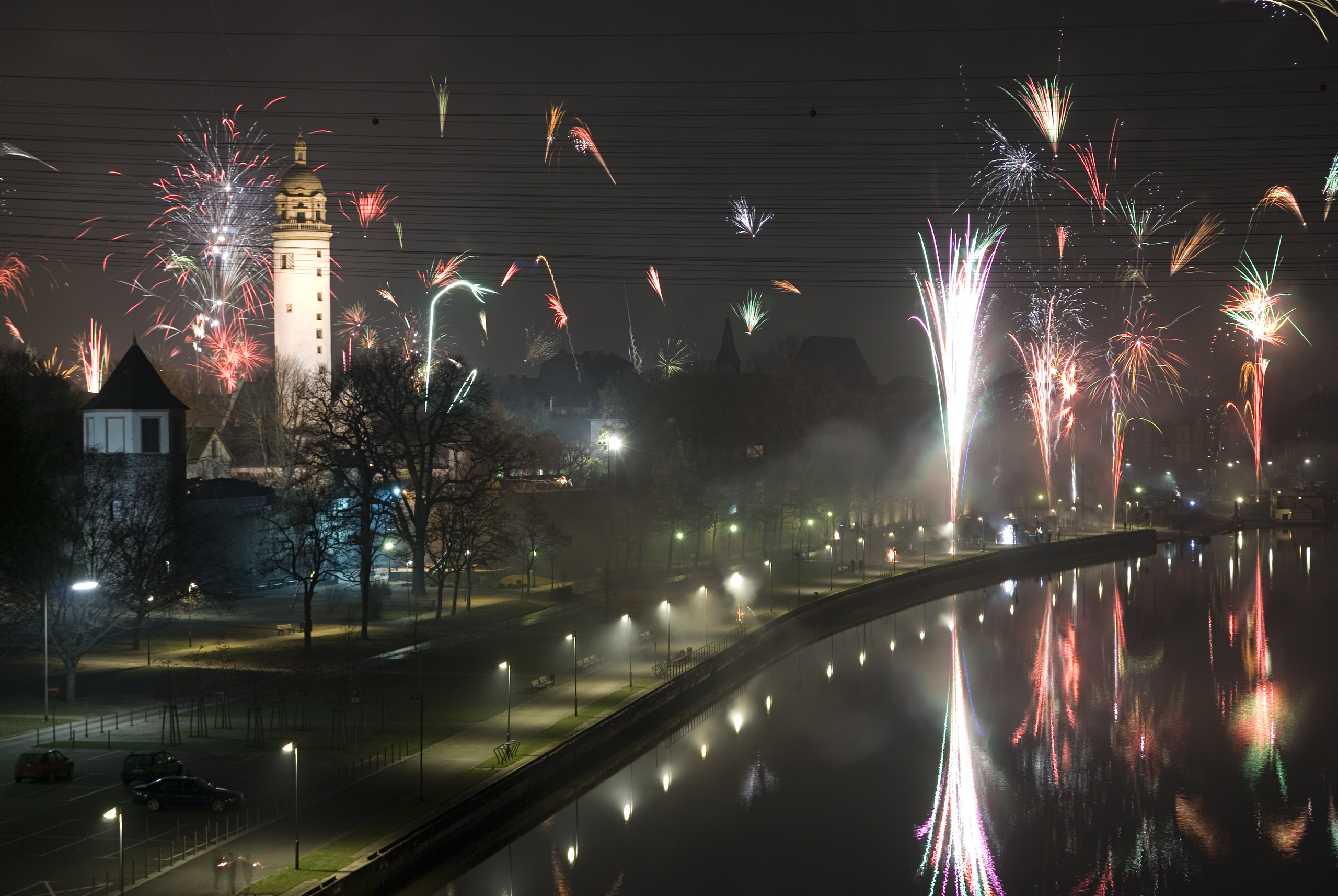
Feuerwerk 2009 in Höchst (20 Sekunden)
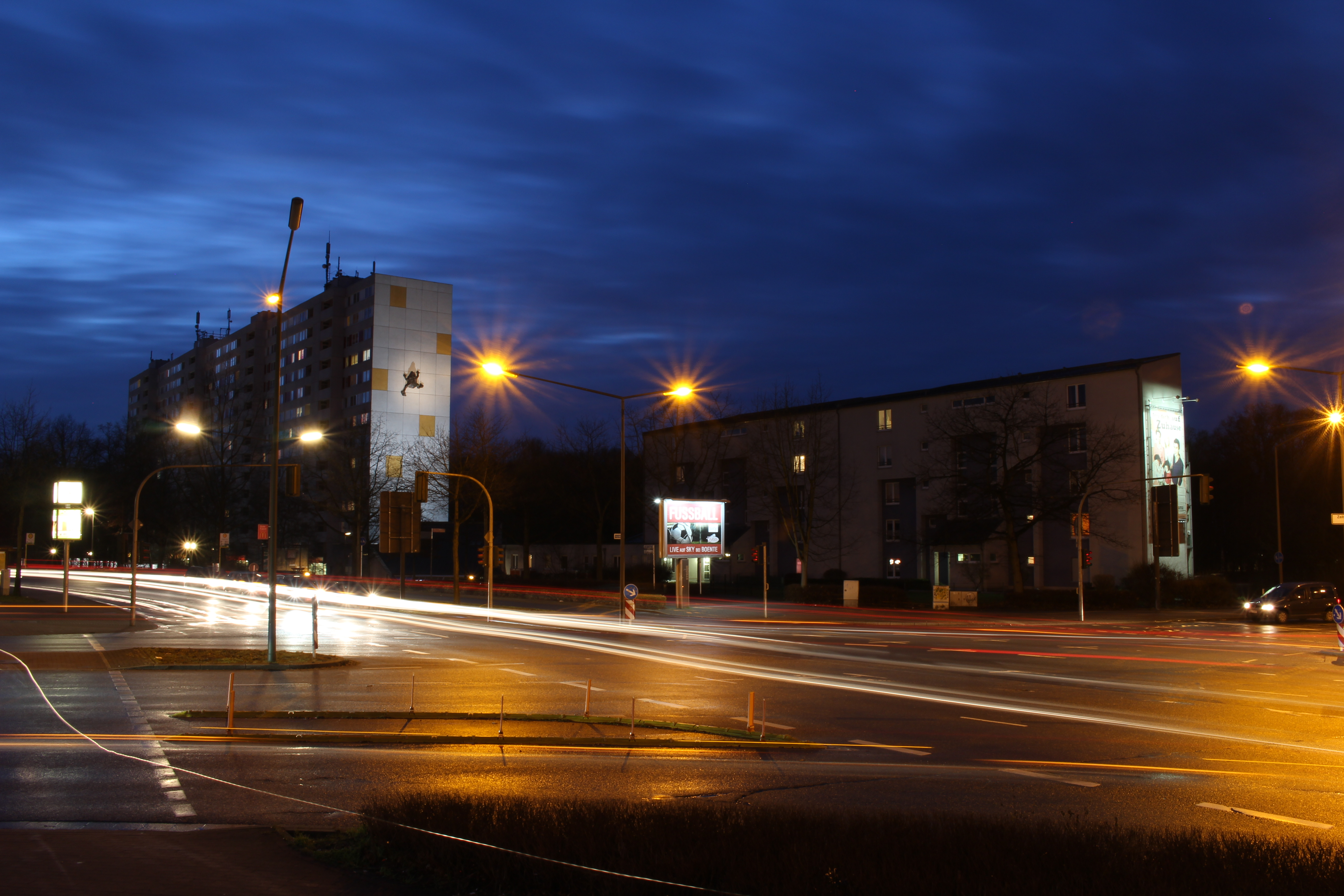
Kreuzungslichter in Marl zur blauen Stunde (30 Sekunden)
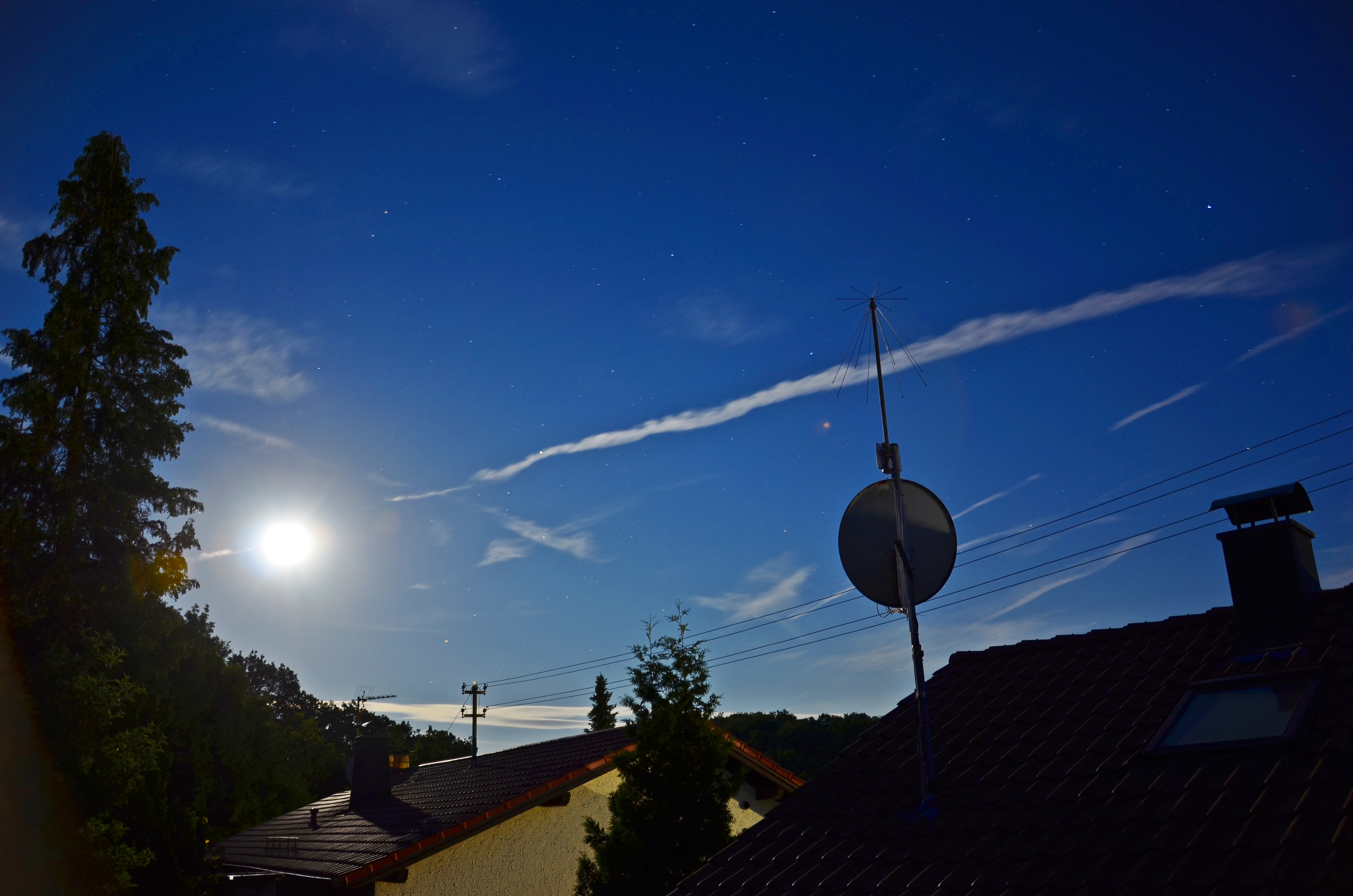
Nacht über Tiefenbach bei Gundelsheim (30 Sekunden)
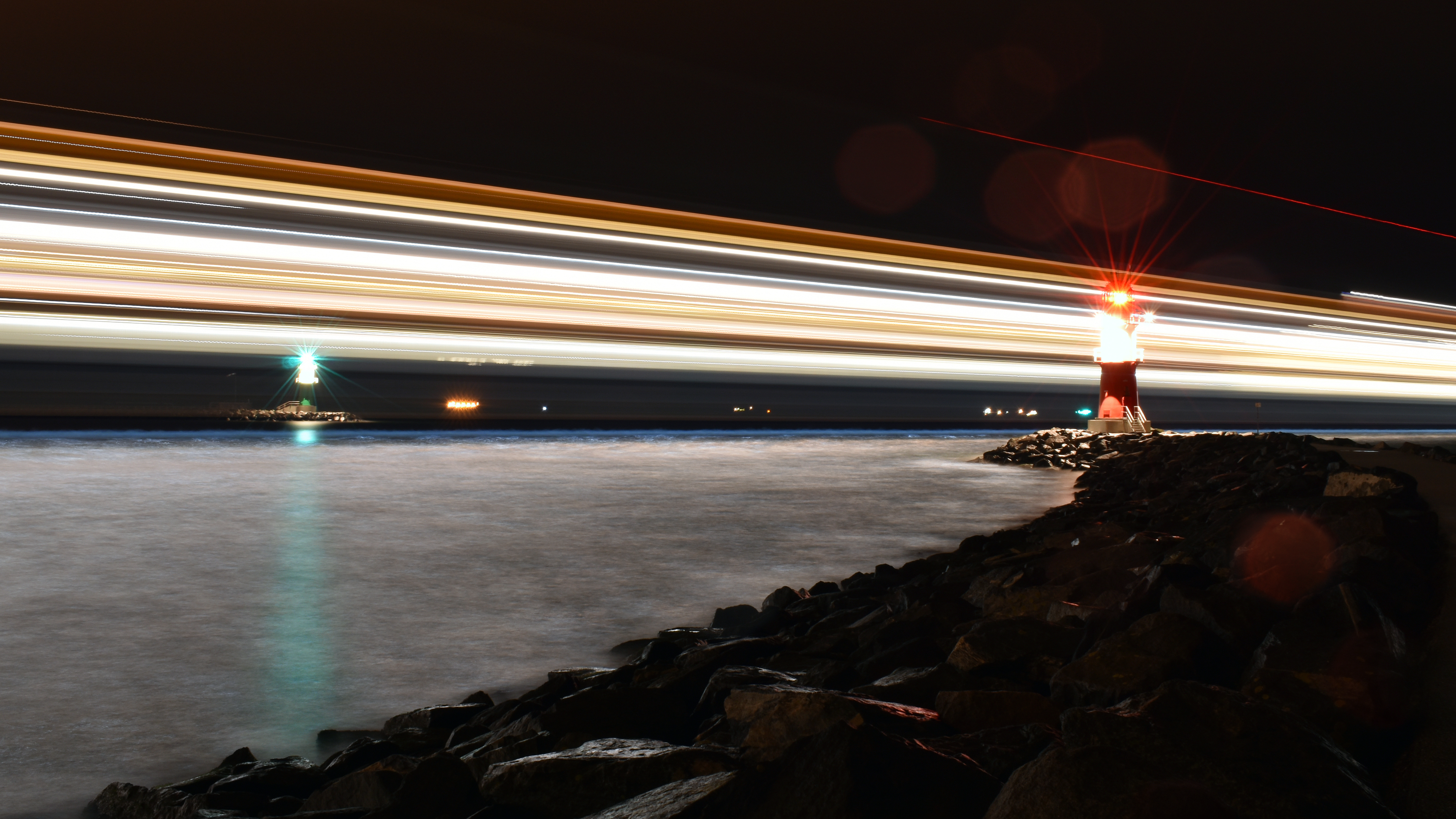
Lichtspuren dreier Schiffe (431 Sekunden)
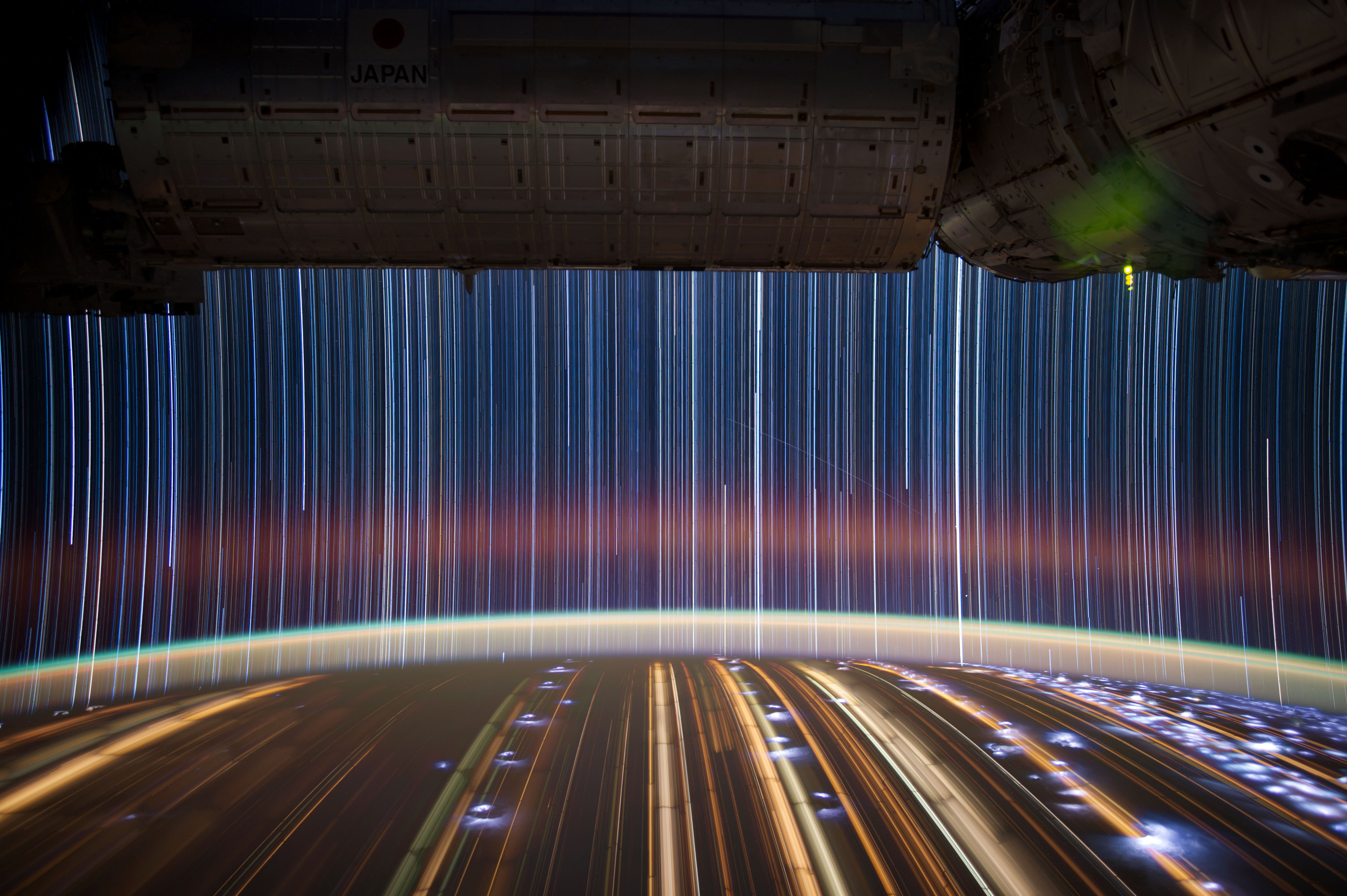
Stern- und Lichtspuren (ca. 15 Minuten)

### Wasser und Wolken

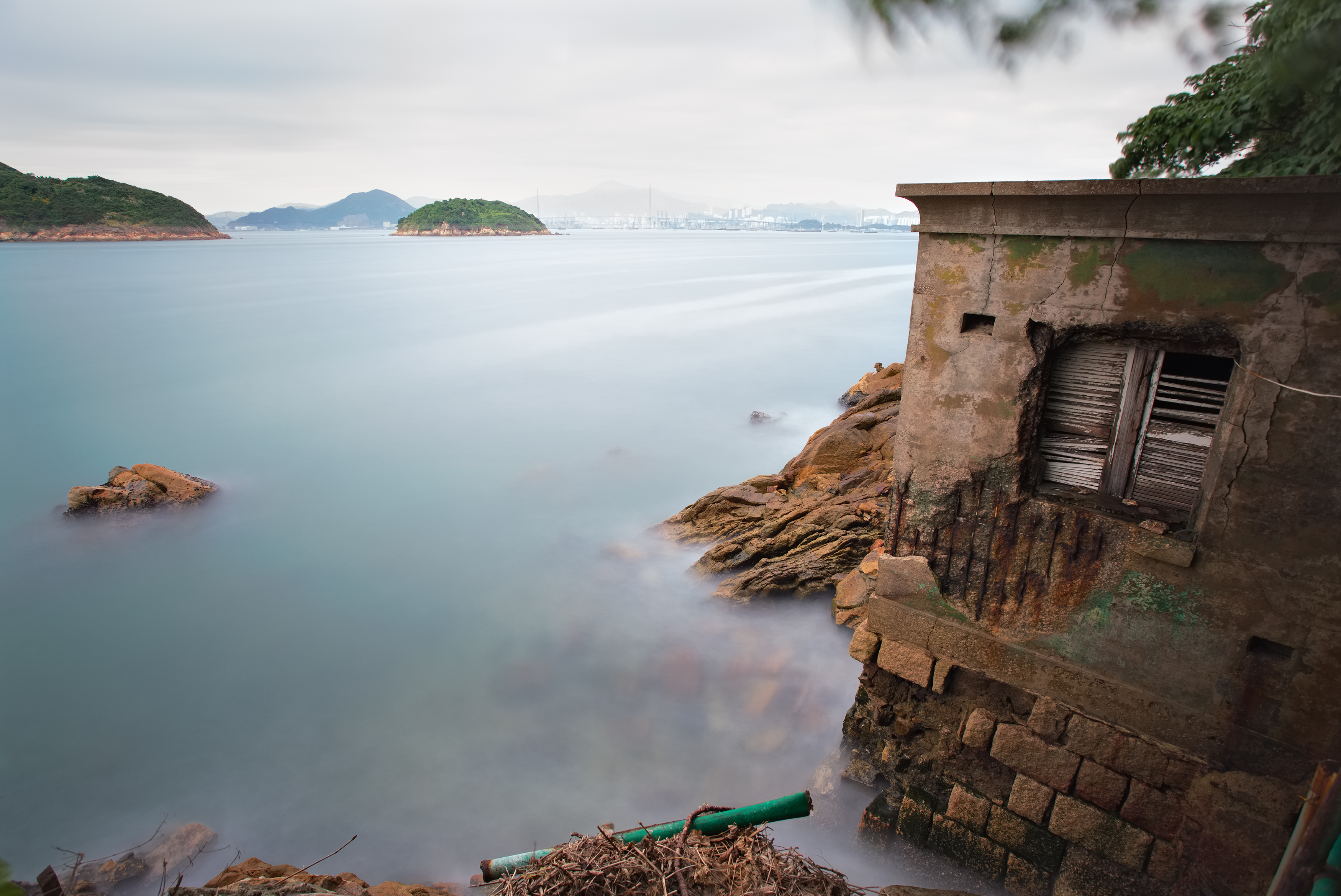
Küste (99 Sekunden)
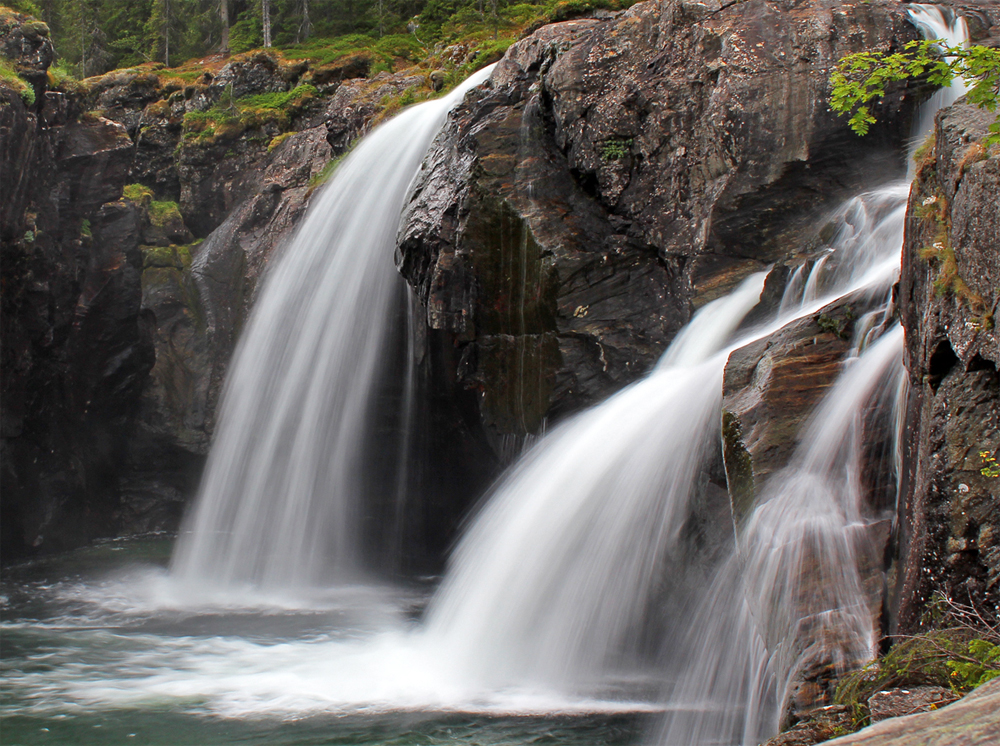
Wasserfall (7 Sekunden)
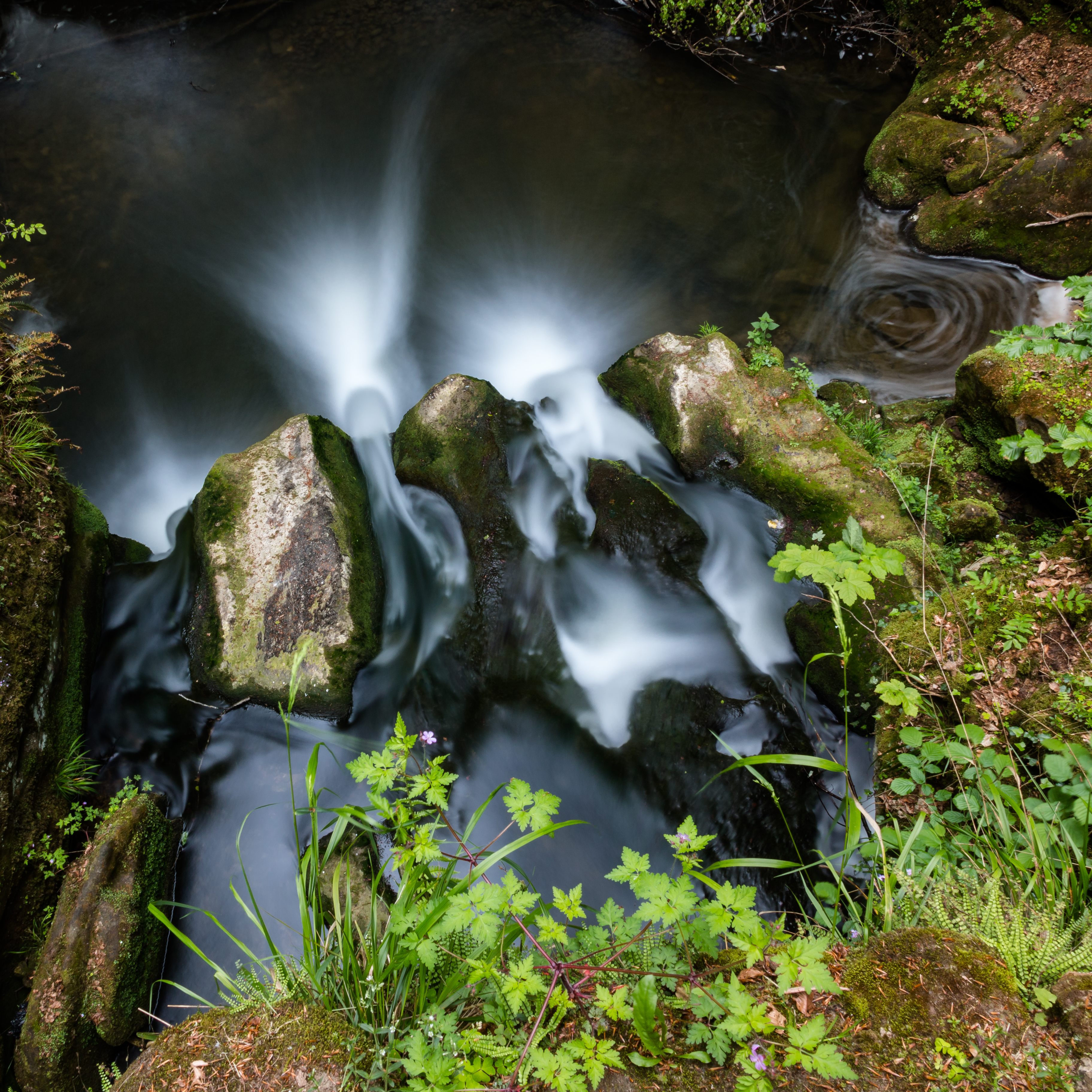
Wasserfall (20 Sekunden)
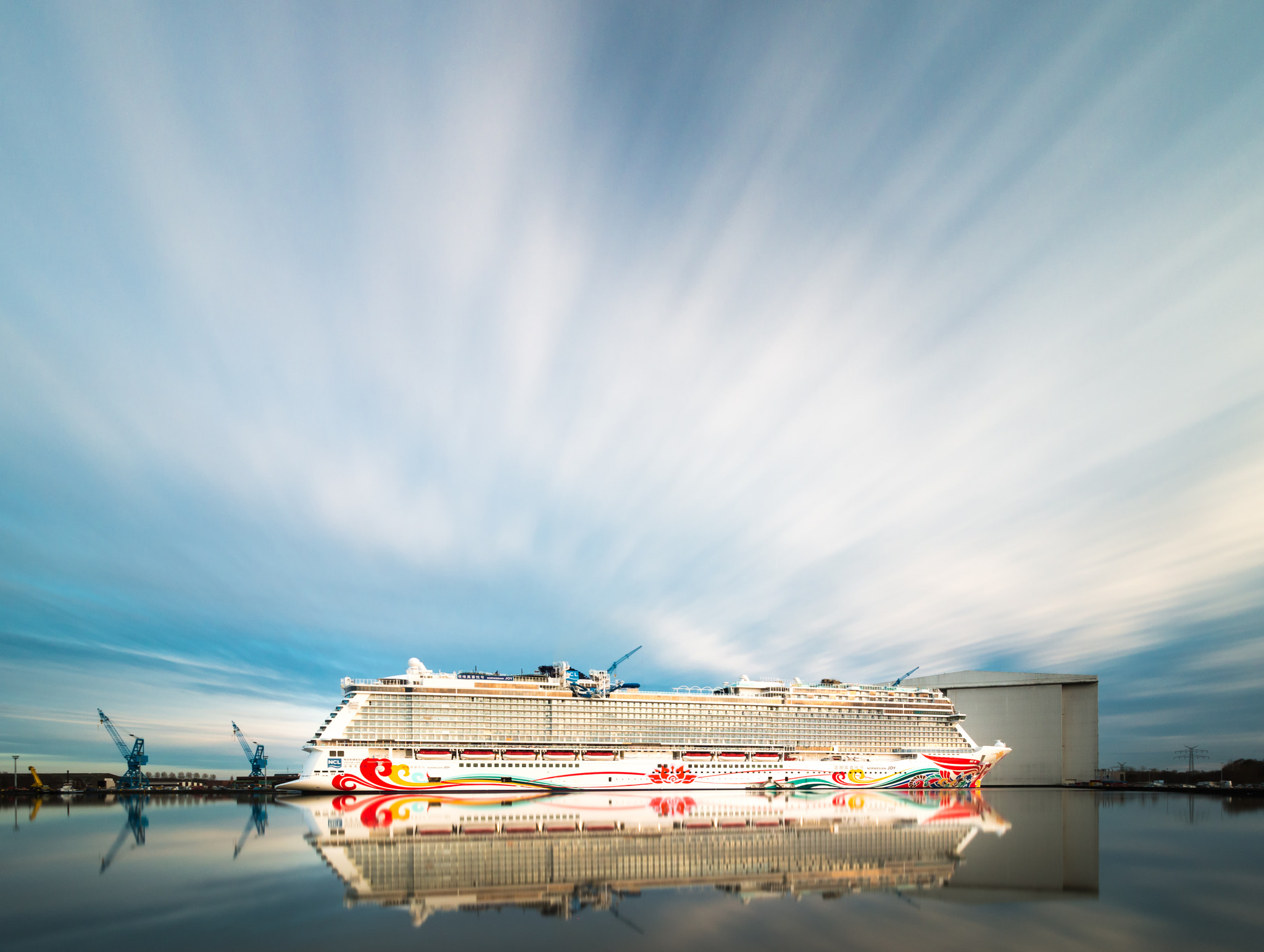
Norwegian Joy (120 Sekunden)
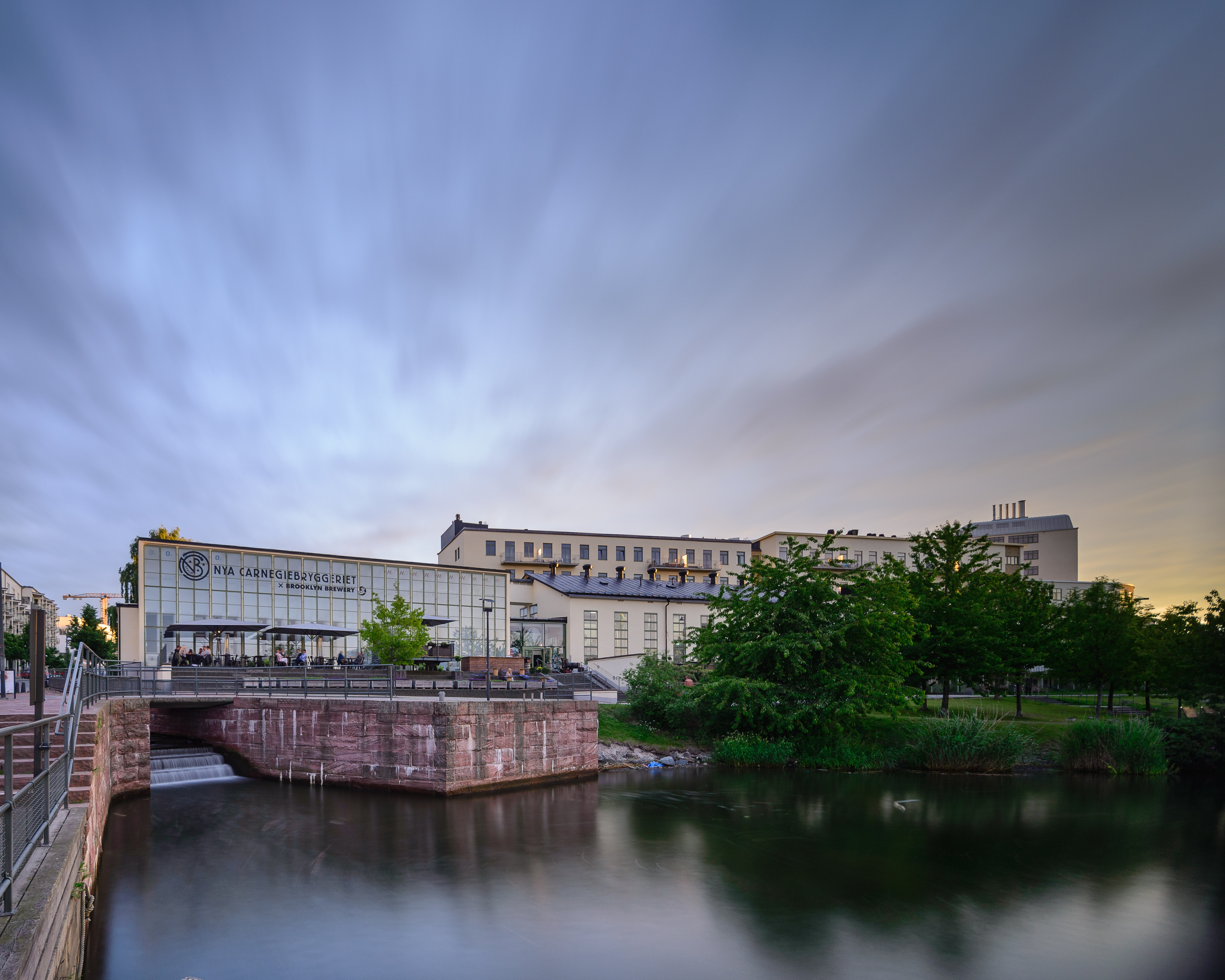
Factory (30 Sekunden)

### Lichtspuren

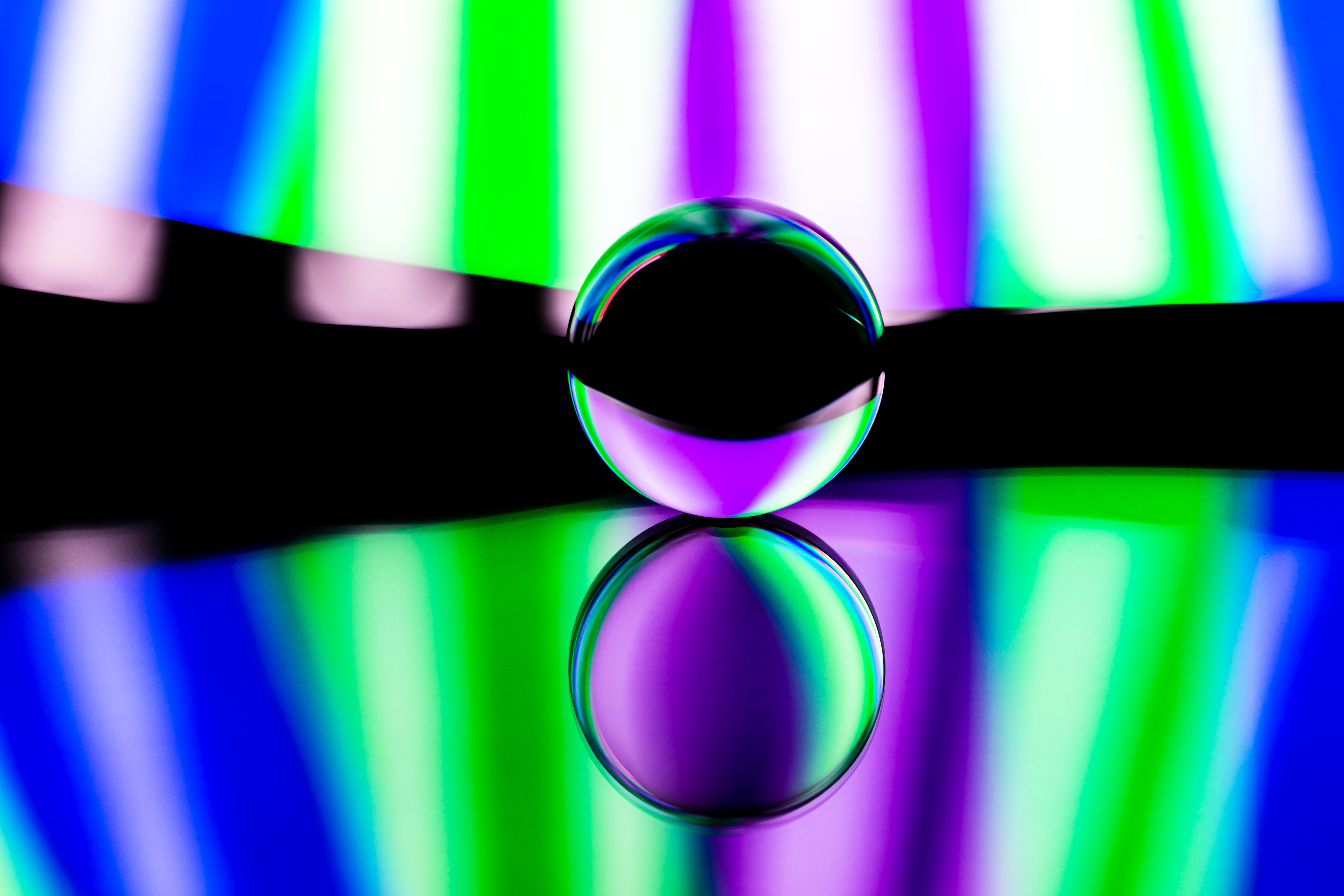
Bewegter Lichtstab (2,5 Sekunden)
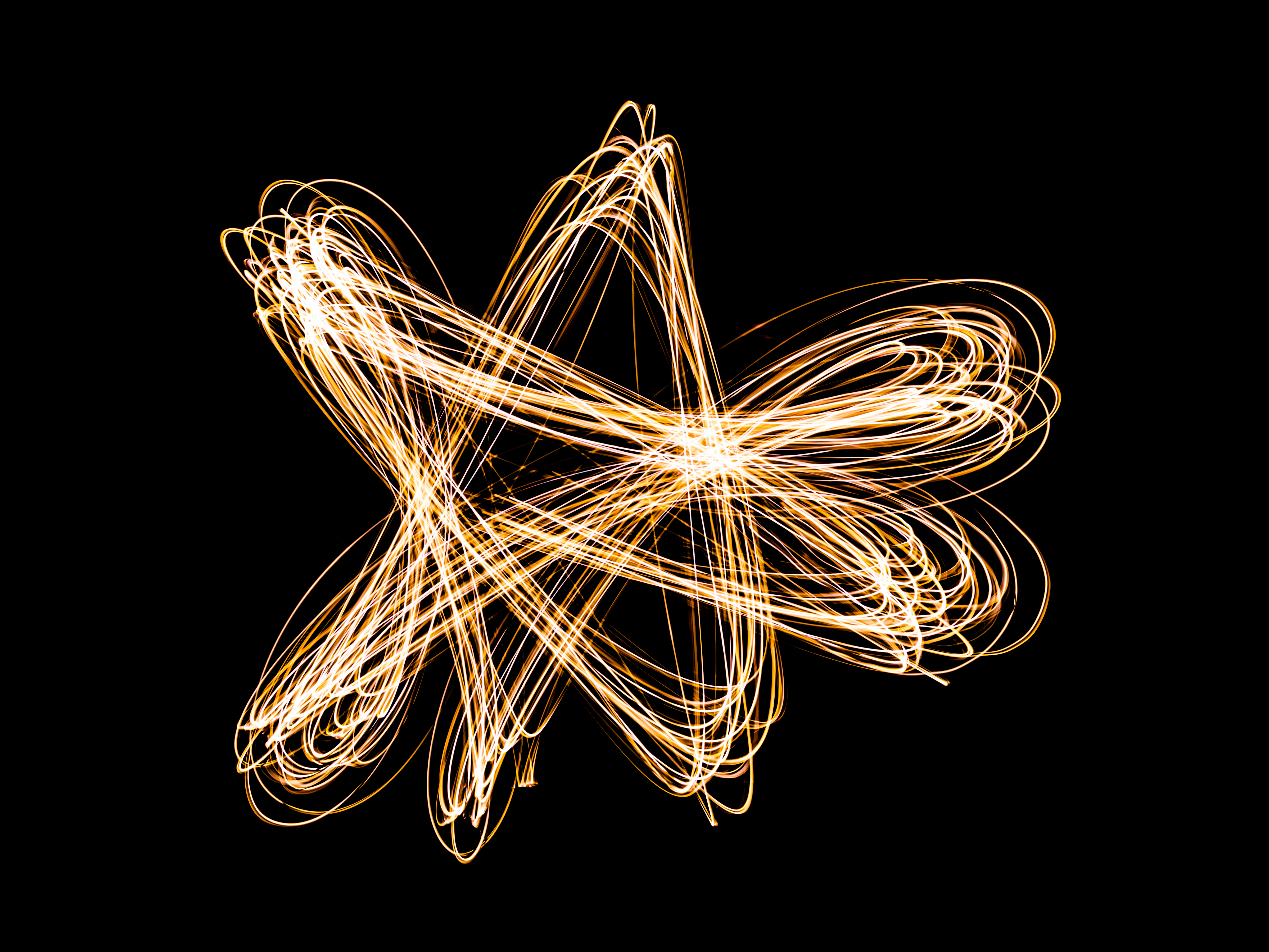
Lichtspuren (10 Sekunden)
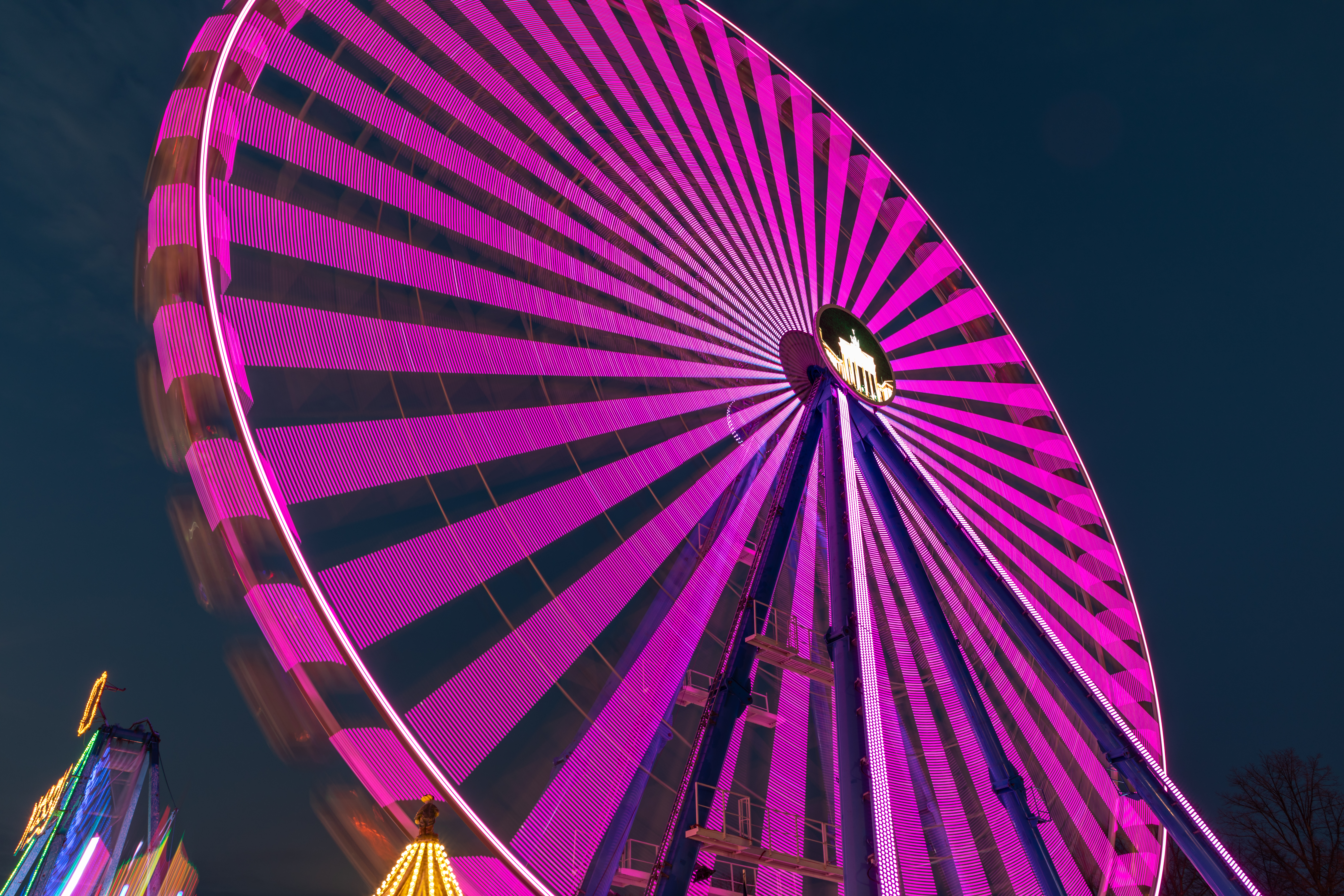
Riesenrad (1,6 Sekunden)
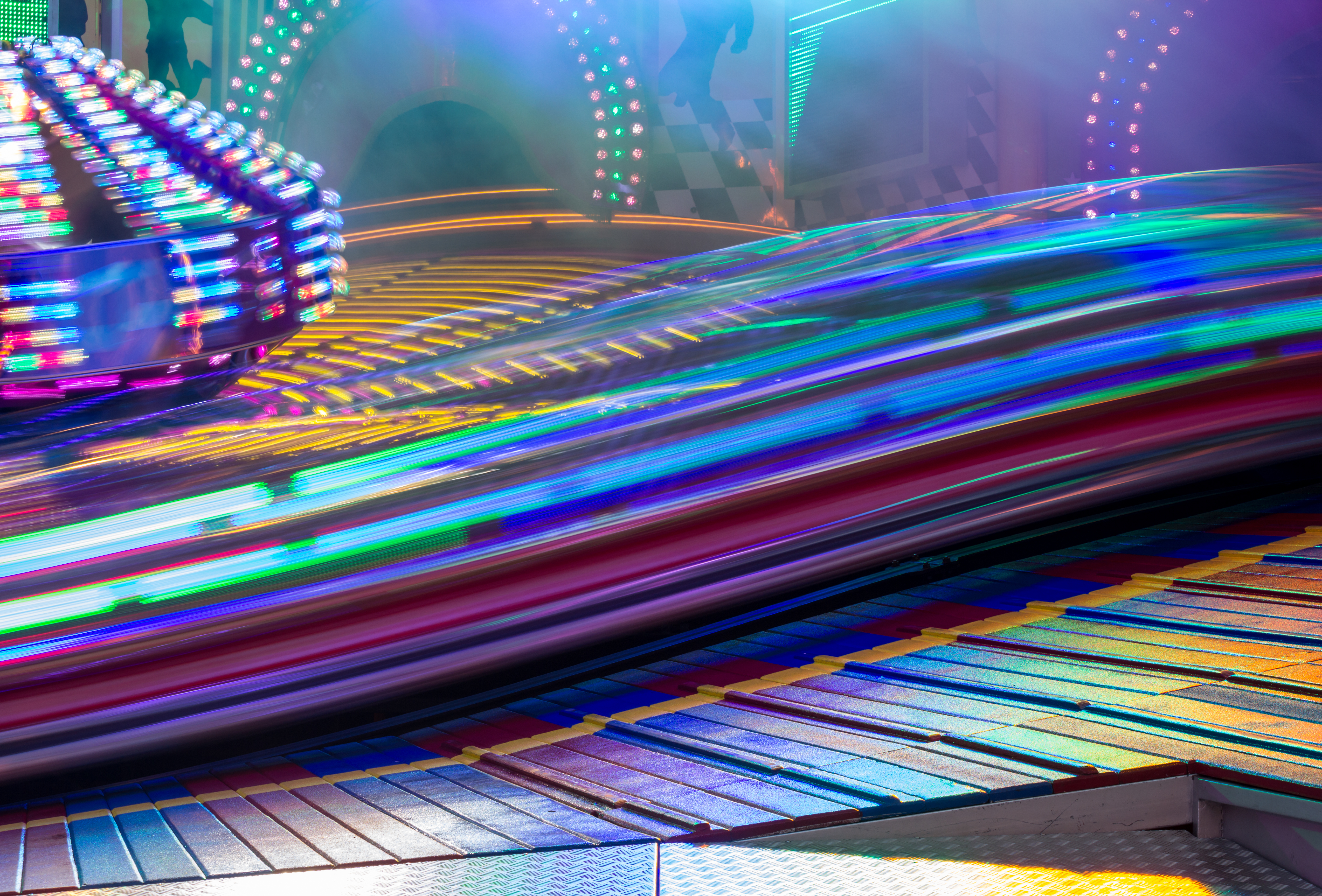
Fahrgeschäft (1/4 Sekunde)
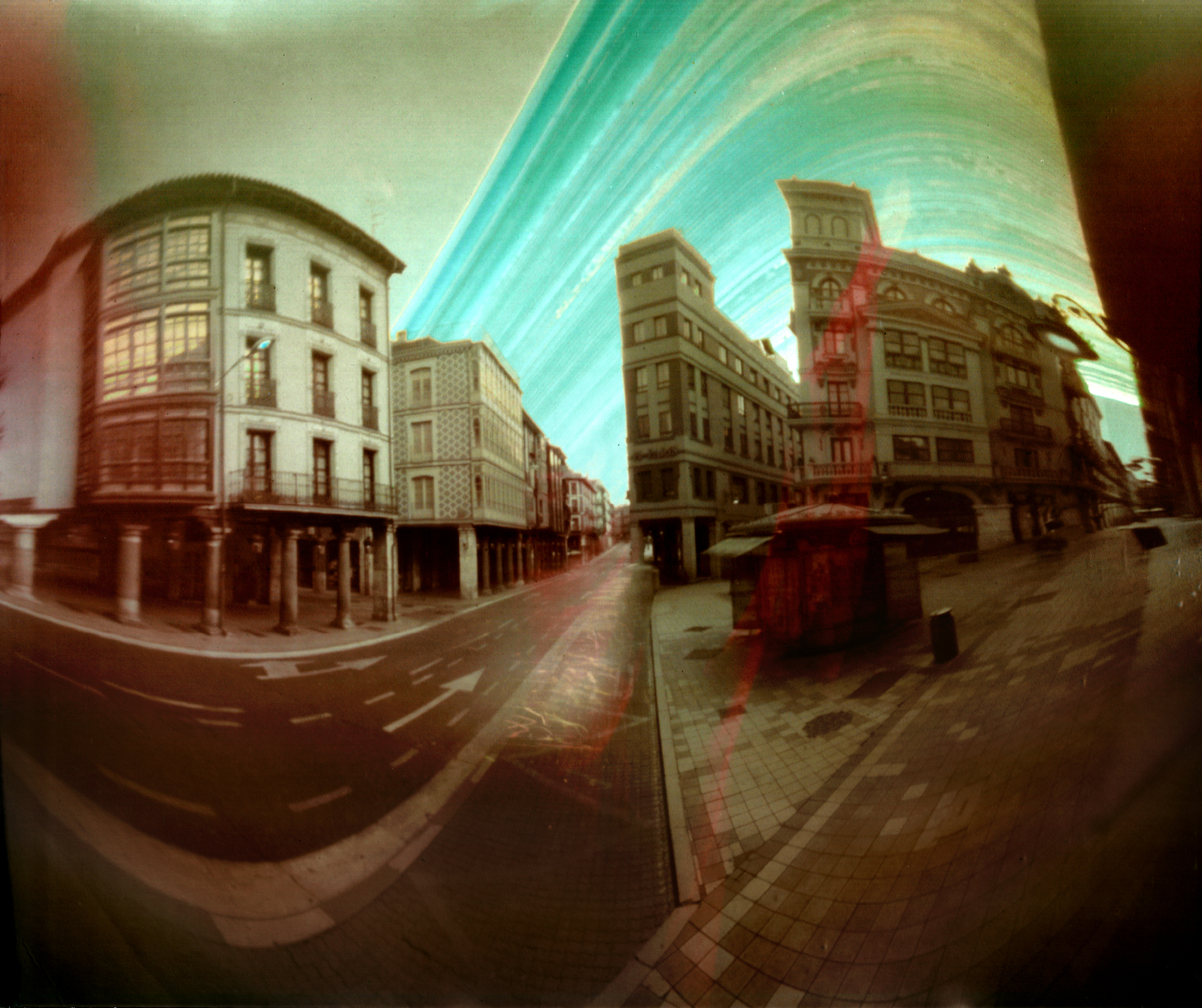
Solargraphie mit den Sonnenbahnen in der Zeit von Juli 2018 und Mai 2019 in einer Straße in Valladolid, Spanien

### Statische Motive

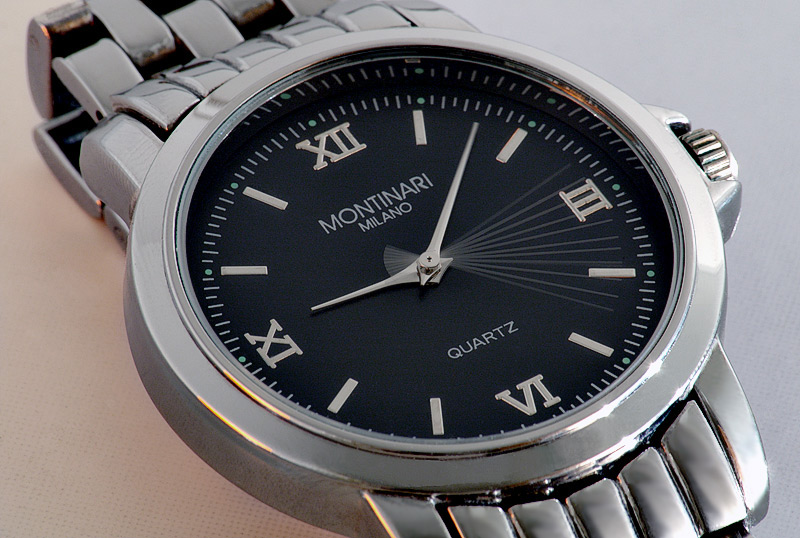
Uhr (10 Sekunden)
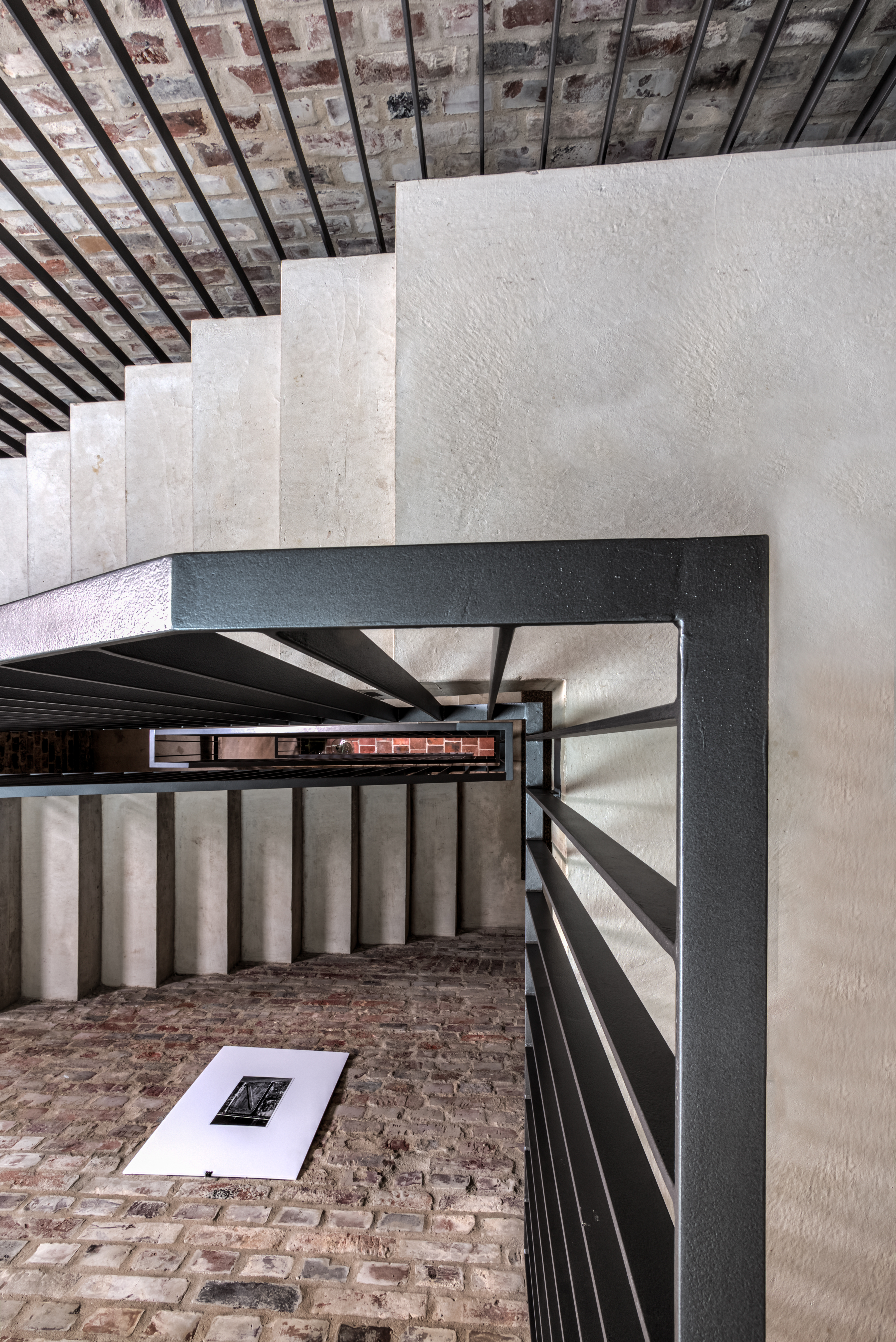
Innenaufnahme (5 Sekunden)
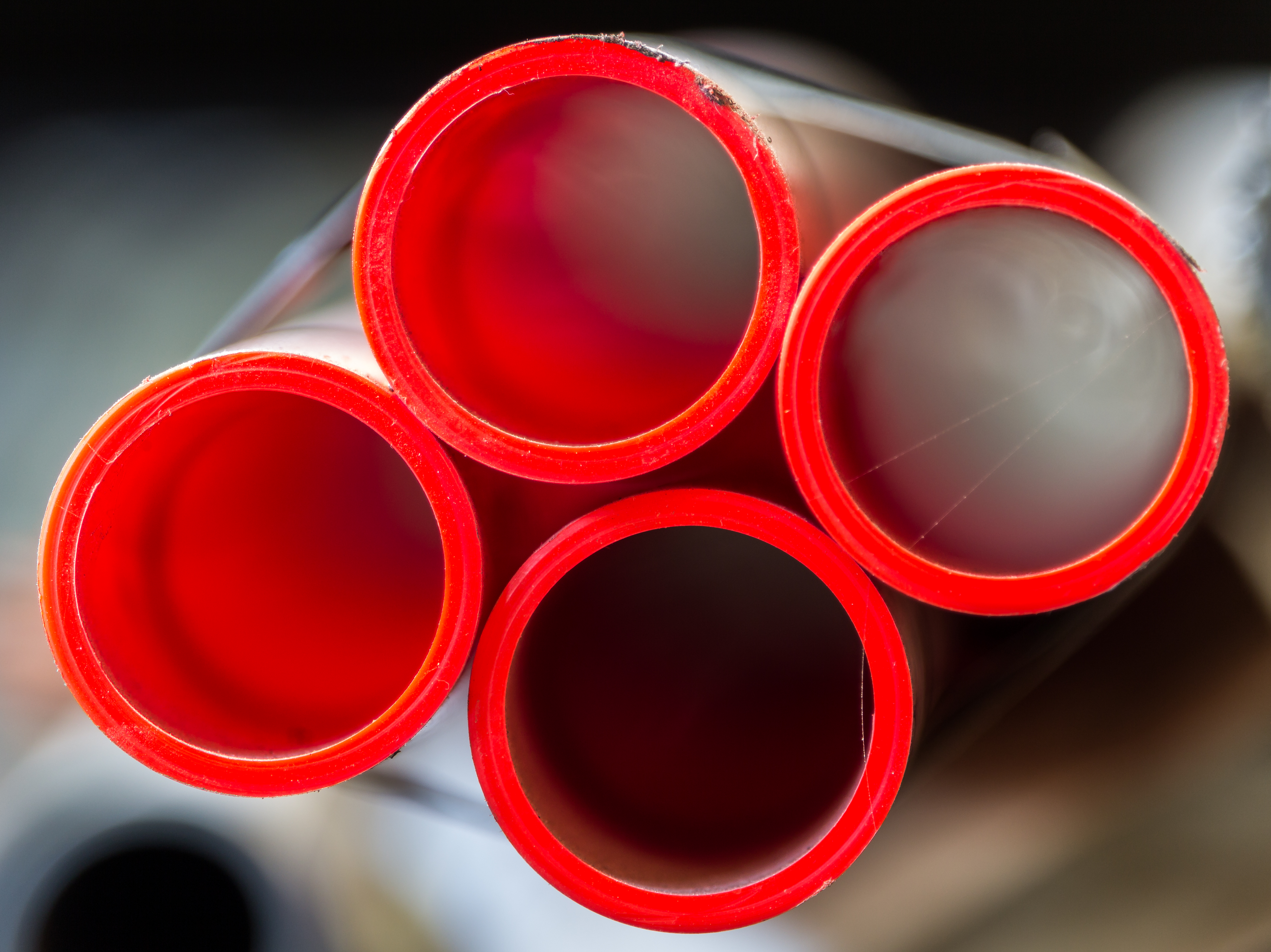
Innenaufnahme (2,5 Sekunden)